# Voltaire
(Voltaire)
Voltaire (pronunciato in italiano /volˈtɛr/; in francese [vɔltɛːʀ]), pseudonimo di François-Marie Arouet ([fʀɑ̃swa maʀi aʀwɛ]; Parigi, 21 novembre 1694 – Parigi, 30 maggio 1778), è stato un filosofo, drammaturgo, storico, scrittore, poeta, aforista, enciclopedista, autore di fiabe, romanziere e saggista francese.
Il nome di Voltaire è legato al movimento culturale dell'illuminismo, una corrente di pensiero del '700, di cui fu uno degli animatori e degli esponenti principali insieme a Montesquieu, Rousseau, Diderot, d'Alembert, d'Holbach e du Châtelet, tutti gravitanti attorno all'ambiente dell'Encyclopédie. La vasta produzione letteraria di Voltaire si caratterizza per l'ironia, la chiarezza dello stile, la vivacità dei toni e la polemica contro le ingiustizie e le superstizioni. Deista, cioè seguace della religione naturale che vede la divinità come estranea al mondo e alla storia, ma scettico, fortemente anticlericale e laico, Voltaire è considerato uno dei principali ispiratori del pensiero razionalista e non religioso moderno.
Le idee e le opere di Voltaire, così come quelle degli altri illuministi, hanno ispirato e influenzato moltissimi pensatori, politici e intellettuali contemporanei e successivi e ancora oggi sono molto diffuse. In particolare hanno influenzato protagonisti della rivoluzione americana, come Benjamin Franklin e Thomas Jefferson, e di quella francese, come Jean Sylvain Bailly (che tenne una proficua corrispondenza epistolare con Voltaire), Condorcet (anche lui enciclopedista) e in parte Robespierre, oltre che molti altri filosofi come Cesare Beccaria, Karl Marx e Friedrich Nietzsche.

## Biografia

### Inizi (1694–1716)

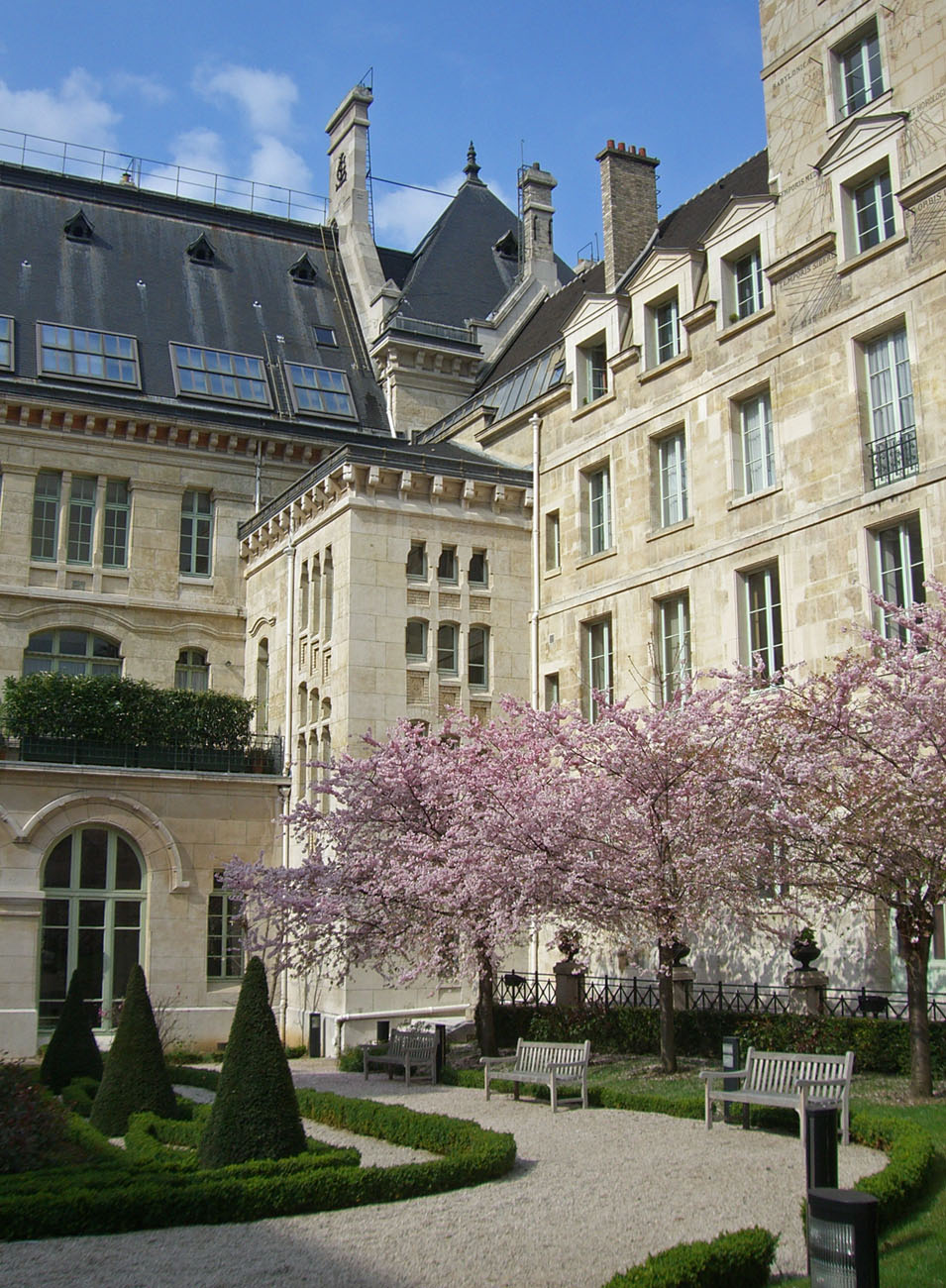
Cortile interno del Lycée Louis-le-Grand

François-Marie Arouet nacque il 21 novembre 1694 a Parigi in una famiglia appartenente alla ricca borghesia. Come lo stesso pensatore sostenne a più riprese, la data di nascita riferitaci dai registri di battesimo – che lo collocano al 22 novembre e affermano che il futuro scrittore nacque il giorno prima – potrebbe essere falsa: a causa di gravi problemi di salute il battesimo sarebbe infatti stato rimandato di ben nove mesi; egli affermò infatti di essere nato il 20 febbraio 1694. Poiché tuttavia la prassi vuole che in caso di pericolo per il bambino il battesimo venga impartito immediatamente, occorre ritenere che, se ritardo vi fu, esso sia dipeso da altre ragioni. Il padre François Arouet (1649-1722), avvocato, era anche un ricco notaio, conseiller du roi, alto funzionario fiscale e fervente giansenista, mentre la madre, Marie Marguerite d'Aumart (1660-1701), era appartenente a una famiglia vicina alla nobiltà. Il fratello maggiore Armand (1685–1765), avvocato al Parlamento, poi successore del padre come receveur des épices, era molto inserito nell'ambiente giansenista all'epoca della fronda contro la Bolla Unigenitus e del diacono Pâris. La sorella, Marie Arouet (1686–1726), l'unica persona della famiglia che fu affezionata a Voltaire, sposò Pierre François Mignot, correttore presso la Chambre des comptes, e fu la madre dell'abate Mignot, che giocò un ruolo importante alla morte di Voltaire, e di Marie Louise, la futura Madame Denis, che condividerà una parte della vita dello scrittore come sua concubina.
Originario dell'Haut-Poitou, precisamente di Saint-Loup, piccola località situata nell'attuale dipartimento Deux-Sèvres, François si trasferì a Parigi nel 1675 e si sposò nel 1683. Voltaire fu l'ultimo di cinque figli: il primogenito Armand-François morì tuttavia ancora piccolo, nel 1684, e stessa sorte toccò cinque anni più tardi al fratello Robert. Il citato Armand vide la luce nel 1685, mentre l'unica femmina, Marguerite-Catherine, nacque nel 1686. Voltaire perse la madre a soli 7 anni e venne cresciuto dal padre con cui avrà sempre un rapporto molto conflittuale.
Nell'ottobre 1704 entrò al rinomato collegio gesuita Louis-le-Grand. In questo periodo il giovane Voltaire dimostrò una spiccata inclinazione per gli studi umanistici, soprattutto retorica e filosofia. Benché destinato a essere molto critico nei confronti dei gesuiti, Voltaire poté beneficiare dell'intensa vita intellettuale del collegio. L'amore per le lettere fu favorito in particolare da due maestri. Nei confronti del padre René-Joseph de Tournemine, erudito direttore del principale giornale dei Gesuiti – le Mémoires de Trévoux – con cui avrebbe avuto qualche dissidio in materia di ortodossia religiosa, nutrì sempre gratitudine e stima. Con il professore di retorica, il padre Charles Porée, l'adolescente strinse un'amicizia anche più intensa e altrettanto duratura; l'ecclesiastico, che fu maestro di illustri pensatori quali Helvétius e Diderot, era inoltre molto attivo in ambito letterario. Porée licenziò un'ampia produzione di poesie, oratori, saggi e canovacci teatrali, messi in scena, questi ultimi, nello stesso Collegio, dove il grande interesse per il teatro mise subito Voltaire a contatto con un'arte che avrebbe praticato lungo tutta la sua carriera. Qualche mese prima di morire, verso gli 85 anni, la famosa cortigiana e protettrice delle arti Ninon de Lenclos si fece presentare il giovane Arouet, allora circa undicenne e, colpita dalle sue capacità, nel suo testamento gli lasciò 2 000 lire tornesi (l'equivalente di 7800 € del 2008) affinché potesse acquistarsi dei libri; si trattava di una discreta somma per l'epoca (in effetti, all'inizio del XVIII secolo, come nota il maresciallo Vauban sulla Dîme royale, un semplice lavoratore a giornata guadagnava meno di 300 lire all'anno).
Nel collegio raggiunse un'approfondita conoscenza del latino, tramite la lettura di autori come Virgilio, Orazio, Lucano, Cicerone; di contro, assai scarso o forse del tutto assente fu l'insegnamento del greco. Nel corso della vita studierà e parlerà in maniera fluente tre lingue moderne, oltre al francese: l'inglese, l'italiano e, in misura minore, lo spagnolo, che userà in molte lettere con corrispondenti stranieri.
Nel 1711 lasciò il collegio e s'iscrisse, per volere paterno, alla scuola superiore di diritto, che comunque lasciò dopo soli quattro mesi con fermo e deciso disgusto, in quanto egli non aveva mai espresso alcun desiderio di fare l'avvocato. In questi anni s'inasprì molto il rapporto con il padre, il quale mal sopportava la sua vocazione poetica e i continui rapporti con i circoli filosofici libertini, come la Societé du Temple di Parigi. Indicativo di ciò è il fatto che Voltaire si vantava (a torto o a ragione) di essere un figlio illegittimo. Nel 1713 lavorò come segretario all'ambasciata francese all'Aja, poi tornò a Parigi per svolgere il praticantato presso un notaio, per cercare di omaggiare rispettosamente le orme del tanto odiato padre; in realtà egli desiderava sottrarsi alla pesante influenza del genitore, che infatti ripudiò dopo poco tempo, e cominciò a scrivere articoli e versi duri e caustici verso le autorità costituite.

### Persecuzioni ed esilio in Inghilterra (1716–1728)
I suoi scritti molto polemici trovarono immediato successo nei salotti nobiliari; nel 1716 ciò gli costò l'esilio a Tulle e Sully-sur-Loire; alcuni versi satirici, del 1717, contro il reggente di Francia Filippo d'Orléans, che governava in nome del giovanissimo Luigi XV, e contro sua figlia, la duchessa di Berry, gli causarono l'arresto e la reclusione alla Bastiglia, poi un altro periodo di confino a Châtenay. Alla morte del padre, nel 1722, l'investimento oculato dell'eredità paterna mise Voltaire al riparo per sempre da preoccupazioni finanziarie, permettendogli di vivere con una certa larghezza. La pubblicazione del poema La Ligue del 1723, scritto durante la prigionia, ottenne invece l'assegnazione di una pensione di corte da parte del giovane re. L'opera, dedicata al re Enrico IV di Francia, giudicato un campione della tolleranza religiosa in contrasto con l'oscurantista e intollerante Luigi XIV (che ebbe contrasti col papa, ma revocò l'editto di Nantes, tornando alle persecuzioni contro ugonotti e giansenisti), verrà pubblicata nuovamente col titolo Enriade, nel 1728. Il favore che gli mostrarono subitaneamente i nobili di Francia non durò a lungo: sempre per colpa dei suoi scritti mordaci, litigò con l'aristocratico Guy-Auguste de Rohan-Chabot, cavaliere di Rohan, che l'aveva apostrofato con scherno presso un teatro. Il giorno seguente Rohan lo fece aggredire e malmenare dai suoi domestici, armati di bastone, per poi rifiutare con sprezzo il duello di riparazione del torto, proposto dal giovane poeta. Le proteste di Voltaire gli servirono solo a essere imprigionato nuovamente, grazie a una lettre de cachet, cioè un ordine in bianco di arresto (spettava a chi possedeva il documento aggiungere il nome della persona da colpire), ottenuto dalla famiglia del rivale e firmata da Filippo d'Orléans. Dopo un breve periodo in esilio fuori Parigi, Voltaire, sotto minaccia di un nuovo arresto, si vide costretto a emigrare in Inghilterra (1726-1729). In Gran Bretagna, grazie alla conoscenza di uomini di cultura liberale, scrittori e filosofi come Robert Walpole, Jonathan Swift, Alexander Pope e George Berkeley, maturò idee illuministe contrarie all'assolutismo feudale della Francia.

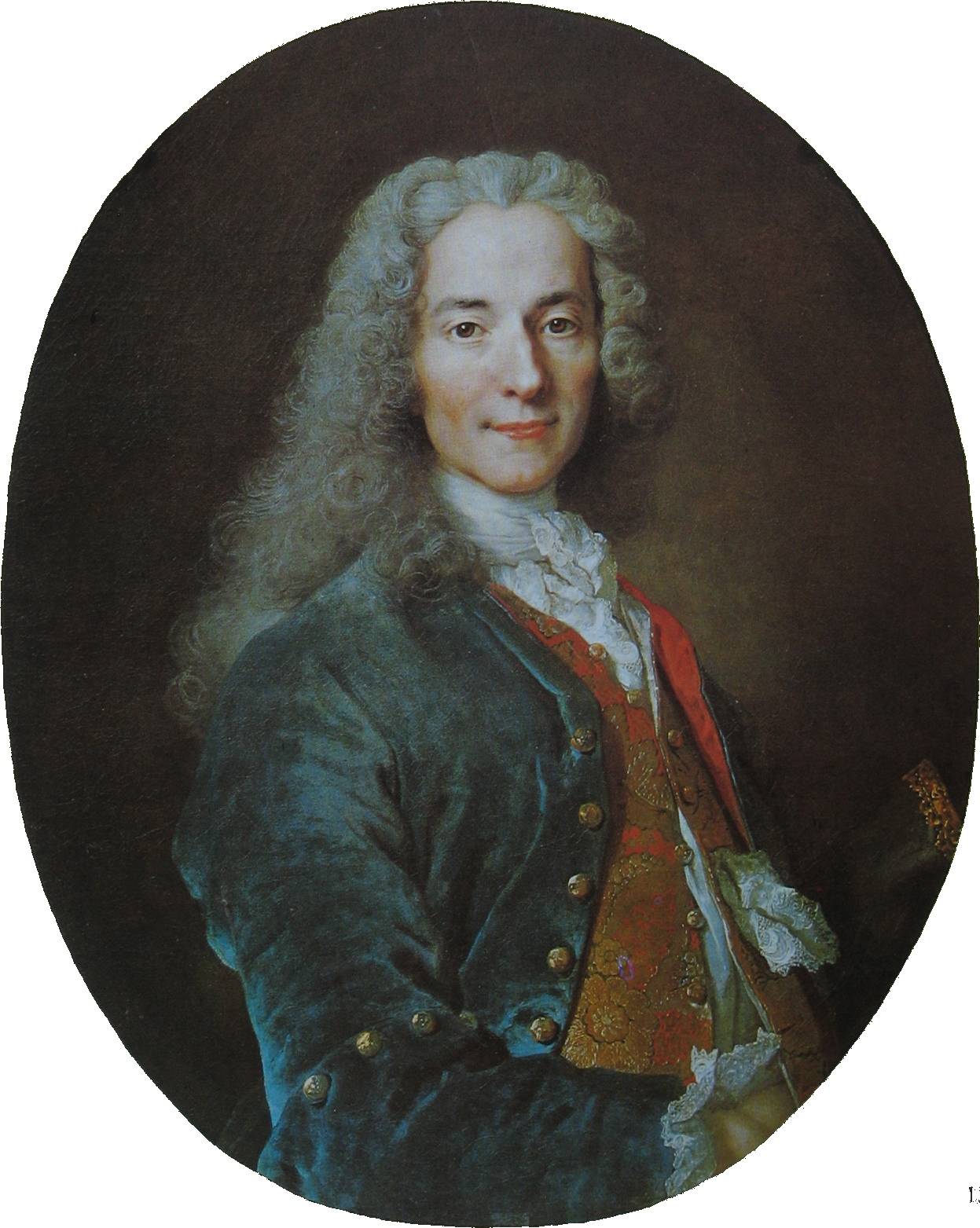
Nicolas de Largillière, Voltaire intorno al 1724–1725 (prima delle tre versioni del dipinto, conservato alla villa elegante di Ferney-Voltaire)

Dal 1726 al 1728 visse in Maiden Lane, Covent Garden, nel luogo oggi ricordato da una targa al n. 10. L'esilio di Voltaire in Gran Bretagna durò tre anni e questa esperienza influenzò fortemente il suo pensiero. Era attratto dalla monarchia costituzionale, in contrasto con la monarchia assoluta francese, e da una maggiore possibilità delle libertà di parola e di religione e il diritto di habeas corpus. Venne influenzato da diversi scrittori neoclassici dell'epoca, e sviluppò un interesse per la letteratura inglese precedente, soprattutto le opere di Shakespeare, ancora relativamente sconosciuto in Europa continentale. Nonostante sottolineasse le sue deviazioni dagli standard neoclassici, Voltaire vide Shakespeare come un esempio che gli scrittori francesi potevano emulare, poiché nel dramma francese, giudicato più lucido, mancava l'azione sul palco. Più tardi, tuttavia, come l'influenza di Shakespeare crebbe in Francia, Voltaire cercò di contrastare ciò con le proprie opere, denunciando ciò che considerava "barbarie shakesperiana". In Inghilterra fu presente al funerale di Isaac Newton ed elogiò gli inglesi per aver onorato uno scienziato considerato eretico con la sepoltura nell'abbazia di Westminster.
Dopo quasi tre anni di esilio, Voltaire tornò a Parigi e pubblicò le sue opinioni nei confronti del governo britannico, la letteratura e la religione in una raccolta di saggi, le Lettere inglesi (o Lettere filosofiche), pubblicate nel 1734 e per le quali venne di nuovo condannato, in quanto aspramente critiche contro l'ancien régime e antidogmatiche. Nell'opera Voltaire considera la monarchia inglese - costituzionale, sorta in maniera compiuta dalla Gloriosa rivoluzione del 1689 - come più sviluppata e più rispettosa dei diritti umani (in particolare la tolleranza religiosa) rispetto al suo regime omologo francese.

#### Il nome Voltaire
Durante l'esilio in Inghilterra assunse lo pseudonimo di "Arouet de Voltaire" (già usato però come firma nel 1719), poi accorciato in Voltaire, per separare il suo nome da quello del padre ed evitare confusioni con poeti dal nome simile. L'uso dello pseudonimo era diffuso nell'ambiente teatrale, come già era all'epoca di Molière, ma l'origine del nom de plume è incerta e fonte di dibattito; le ipotesi più probabili sono:
1. "Voltaire" potrebbe essere un particolare anagramma del cognome in scrittura capitale latina, dal nome con cui era conosciuto in gioventù, Arouet le Jeune (Arouet il giovane, per distinguerlo dal padre omonimo): da AROUET L(e) J(eune) a AROVET L. I. o AROVETLI, da cui VOLTAIRE. Questa è la teoria generalmente più diffusa.[40]
2. Un'altra teoria ricorre al luogo d'origine della famiglia Arouet: la cittadina di Airvault, il cui anagramma potrebbe rendere lo pseudonimo, nella forma "Vaultair", con pronuncia francese identica a quella del nome scritto con la grafia "Voltaire".[52]
3. Richard Holmes aggiunge che, oltre a questi motivi, il nome Voltaire fu scelto anche per trasmettere le connotazioni di "velocità" e "audacia". Questi provengono da associazioni con parole come "volteggio" (acrobazie su trapezio o cavallo), "voltafaccia" (fuga dai nemici), e "volatile" (originariamente, qualsiasi creatura alata, anche in senso figurato, onde dare una sensazione di agilità mentale e leggerezza).[53]
4. Una delle teorie minoritarie vuole che derivi dalla parola "revolté", ossia "rivoltato, in rivolta" (contro il vecchio ordine); lo pseudonimo sarebbe la metatesi sillabica di una trasformazione grafica della parola: da "revolté" a "revoltai" (la pronuncia è uguale), e quindi "Voltaire".[54][55]
5. Una tesi risalente a François-Antoine Chevrier considera la scelta dello pseudonimo di Voltaire come un omaggio alla città di Volterra.[56] Tuttavia, poiché Voltaire non visitò mai l'Italia,[57] una riproposizione moderna dell'ipotesi da parte di Ira Owen Wade fa derivare il suo eteronimo sempre da Volterra, ma in onore del poeta stoico volterrano Aulo Persio Flacco, da lui più volte citato.[58][59]

### Di nuovo in Francia (1728–1749): la relazione con la Châtelet

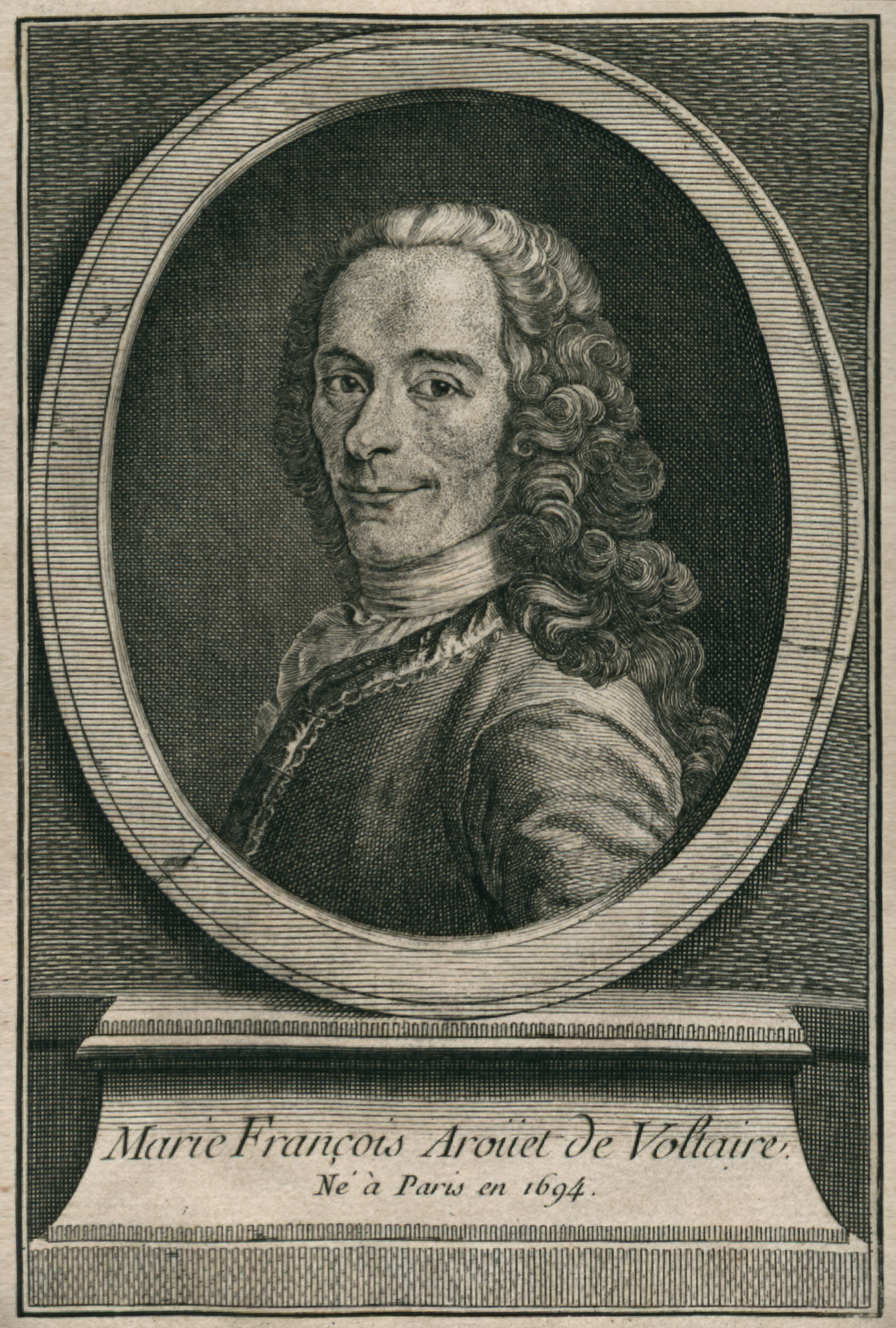
Ritratto sulla copertina di un'edizione degli Éléments de la philosophie de Newton, opera del 1738

Costretto ancora esule in Lorena (a causa dell'opera Storia di Carlo XII del 1731), scrisse le tragedie Bruto e La morte di Cesare, cui seguirono Maometto ossia il fanatismo, che volle polemicamente dedicare al papa Benedetto XIV, Mérope, il trattato di divulgazione scientifica Elementi della filosofia di Newton. In questo periodo cominciò una relazione con la nobildonna sposata Madame du Châtelet, che lo nascose nella sua casa di campagna a Cirey, nella Champagne. Nella biblioteca della Châtelet, che contava 21.000 volumi, Voltaire e la compagna studiarono Newton e Leibniz. Avendo fatto tesoro dei suoi precedenti attriti con le autorità, Voltaire cominciò a pubblicare anche anonimamente per stare fuori pericolo, negando ogni responsabilità di essere l'autore di libri compromettenti. Continuò a scrivere per il teatro e incominciò una lunga ricerca nelle scienze e nella storia. Ancora una volta, la principale fonte di ispirazione per Voltaire furono gli anni del suo esilio inglese, durante il quale era stato fortemente influenzato dalle opere di Newton. Voltaire credeva fortemente nelle teorie di Newton, in particolare per quanto riguarda l'ottica (la scoperta di Newton che la luce bianca è composta da tutti i colori dello spettro portò Voltaire a molti esperimenti a Cirey) e la gravità (Voltaire è la fonte della famosa storia di Newton e la mela caduta dall'albero, che aveva appreso dal nipote di Newton a Londra: ne parla nel Saggio sulla poesia epica).

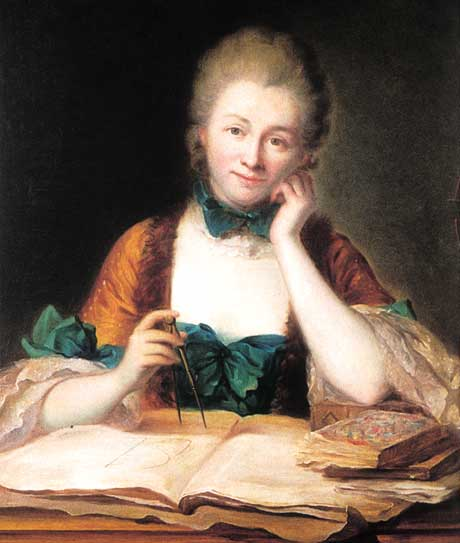
Émilie du Châtelet, che per molti anni fu la compagna di Voltaire

Nell'autunno del 1735, Voltaire ricevette la visita di Francesco Algarotti, che stava preparando un libro su Newton.

Nel 1736 Federico II di Prussia, a quel tempo non ancora re, cominciò a scrivere lettere a Voltaire. Due anni dopo Voltaire visse per un periodo nei Paesi Bassi e conobbe Herman Boerhaave. Nel primo semestre del 1740 Voltaire visse invece a Bruxelles e si incontrò con Lord Chesterfield. Conobbe il libraio ed editore Jan Van Duren, che più tardi avrebbe preso a simbolo del truffatore per eccellenza, per occuparsi della pubblicazione dell'Anti-Machiavel, scritto dal principe ereditario prussiano. Voltaire visse nella Huis Honselaarsdijk, appartenente al suo ammiratore. Nel mese di settembre Federico II, asceso al trono, incontrò Voltaire per la prima volta al castello di Moyland, vicino a Cleve, e a novembre Voltaire andò al castello di Rheinsberg per due settimane. Nell'agosto 1742 Voltaire e Federico si incontrarono a Aix-la-Chapelle (Aquisgrana). Il filosofo venne poi inviato al Sanssouci dal governo francese, come ambasciatore, per scoprire di più sui piani di Federico dopo la prima guerra di Slesia.

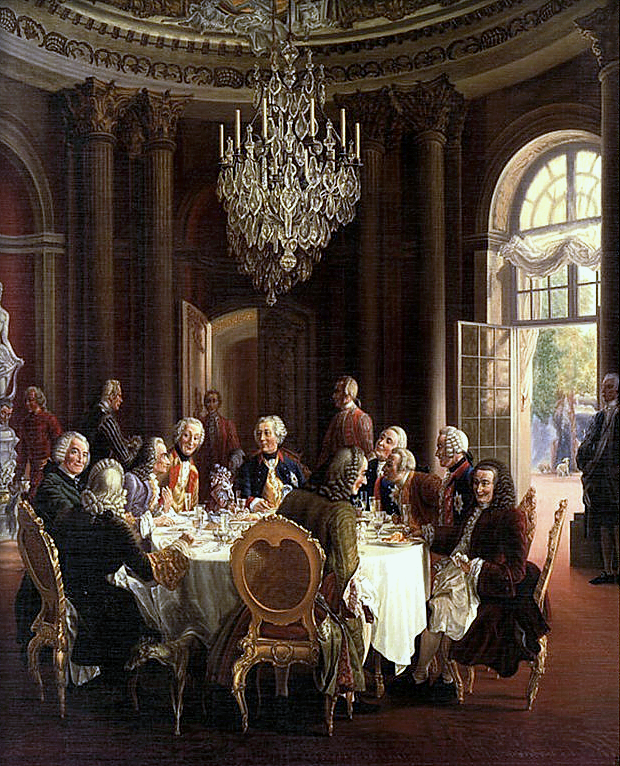
Voltaire con il re Federico II a Sanssouci, vicino a Potsdam, in un dipinto di Adolph von Menzel

Federico si insospettì e lo fece fermare e rilasciare dopo poco tempo; però continuerà a scrivergli lettere, una volta chiarito l'equivoco. Grazie al riavvicinamento con la corte, aiutato dall'amicizia con Madame de Pompadour, la favorita di re Luigi XV, protettrice anche di Diderot, nel 1746 fu nominato storiografo e membro dell'Académie Française, nonché Gentiluomo di camera del re; ma Voltaire, seppur apprezzato da parte della nobiltà, non incontrava affatto la benevolenza del sovrano assoluto: così, di nuovo in rotta con la corte di Versailles (che frequentò per circa due anni), avrebbe finito per accettare l'invito a Berlino del re di Prussia, che lo considerava un suo maestro. Lo stesso lasso di anni fu doloroso dal punto di vista privato per il filosofo: dopo una lunga e altalenante relazione, tra ritorni e tradimenti nella coppia, la Châtelet lo lasciò per il poeta Saint-Lambert e Voltaire rispose cominciando una relazione con la nipote Madame Denis (1712-1790), vedova, che in passato aveva tentato di sposare, secondo consuetudini nobiliari dell'epoca, approvate dalla Chiesa e di moda anche nella borghesia, che non consideravano incestuoso un legame tra zio e nipote. La relazione con Madame Denis fu breve, anche se avrebbero convissuto platonicamente fino alla sua morte. Inoltre quando, nel 1749, Madame du Châtelet, rimasta in buoni rapporti con lo scrittore, morì di complicazioni legate al parto, dando alla luce la figlia di Saint-Lambert (morta alla nascita), Voltaire l'assistette e rimase molto colpito dalla sua morte, definendola in una lettera la sua anima gemella. Poco dopo la morte di Émilie, Voltaire scriveva a un'amica: "Je n'ai pas perdu une maîtresse mais la moitié de moi-même. Un esprit pour lequel le mien semblait avoir été fait" ("Non ho perduto un'amante ma la metà di me stesso. Un'anima per la quale la mia sembrava fatta").

### In Prussia e Svizzera (1749–1755)
Lasciata la Francia, dal 1749 al 1752 soggiornò quindi a Berlino, ospite di Federico II, che lo ammirava, considerandosi un suo discepolo e lo nominò suo ciambellano. A causa di alcune speculazioni finanziarie, in cui lo scrittore era molto abile, nonché per i continui attacchi verbali contro lo scienziato Pierre Louis Moreau de Maupertuis, che non lo sopportava, ma che presiedeva l'Accademia di Berlino e alcune divergenze di idee sul governo della Prussia, Voltaire litigò col sovrano e lasciò la Prussia, ma il re lo fece arrestare abusivamente, per breve tempo, a Francoforte. Dopo questo incidente sarebbero passati molti anni prima che i loro rapporti si pacificassero, riprendendo una corrispondenza epistolare col sovrano dopo circa 10 anni. Voltaire accentuò quindi l'impegno contro le ingiustizie in maniera particolarmente attiva, dopo l'allontanamento dalla Prussia. Impossibilitato a tornare a Parigi, poiché dichiarato persona sgradita alle autorità, si spostò allora a Ginevra, nella villa Les délices, finché entrò in rotta con la Repubblica calvinista, che egli aveva ritenuto erroneamente un'oasi di tolleranza, e riparò nel 1755 a Losanna, poi presso i castelli di Ferney e Tournay, da lui acquistati, dopo essersi sfogato contro i politici di Ginevra con parole rabbiose e durissime in una lettera inviata all'amico d'Alembert.

### Il patriarca di Ferney: Voltaire guida dell'illuminismo (1755–1778)
(Voltaire, Candido o l'ottimismo, capitolo VI, 1759)

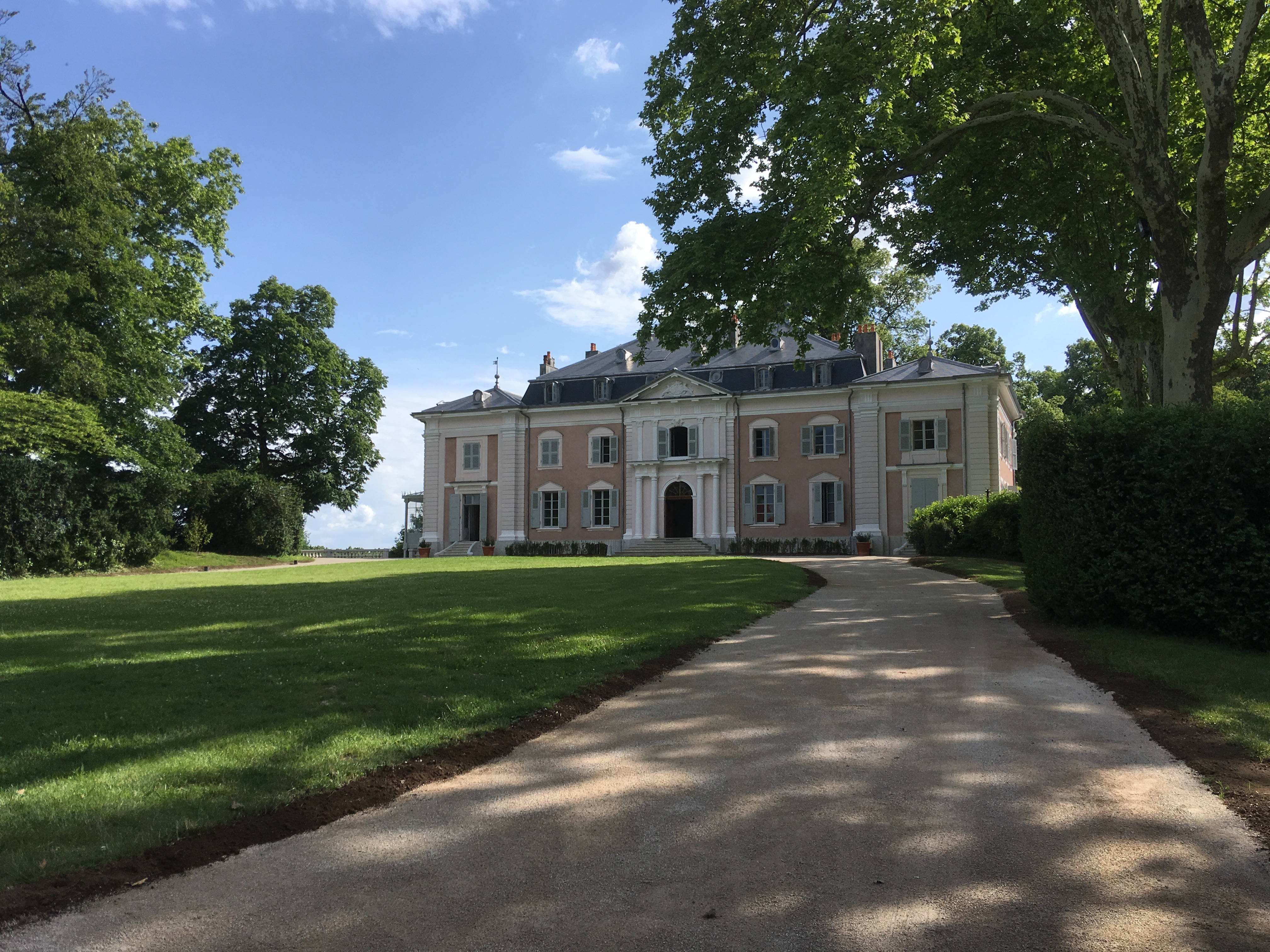
Château di Voltaire a Ferney (oggi chiamata Ferney-Voltaire in suo onore), situata in Francia, all'epoca sul confine franco-ginevrino

È di questo periodo la pubblicazione della tragedia Oreste (1750), considerata una delle opere minori del teatro di Voltaire, completata poco dopo l'abbandono della Prussia. In particolare da allora visse nel piccolo centro di Ferney, che prenderà il suo nome (Ferney-Voltaire). Qui riceveva numerose visite, scriveva e si dedicava alla corrispondenza con centinaia di persone, che in lui riconoscevano il "patriarca" dell'Illuminismo.
Tra le persone che vennero a visitarlo a Ferney, oltre a Diderot, Condorcet e d'Alembert, vi furono James Boswell, Adam Smith, Giacomo Casanova, Edward Gibbon. Nello stesso periodo cominciò la più feconda fase della produzione voltairiana, che univa l'Illuminismo e la fiducia nel progresso col pessimismo dovuto alle vicende personali e storiche (prima fra tutto il disastroso terremoto di Lisbona del 1755, che minò la fiducia di molti philosophes nell'ottimismo acritico). Voltaire dedica al sisma tre opere: il Poema sul disastro di Lisbona, il Poema sulla legge naturale (scritto precedentemente, ma rivisto e allegato al primo) e alcuni capitoli del Candido. Il terremoto suscitò un vivace dibattito tra i philosophes.

#### Voltaire e il contrasto con Rousseau
Voltaire collaborò all'Enciclopedia di Diderot e d'Alembert, alla quale partecipavano anche d'Holbach e Jean-Jacques Rousseau. Dopo un buon inizio, e un parziale apprezzamento dei philosophes per le sue prime opere, quest'ultimo si distaccò presto, per le sue idee radicali in politica e sentimentali sulla religione: si veda La lettera sul terremoto di Lisbona, scritta da Rousseau a Voltaire, dal riformismo e dal razionalismo degli enciclopedisti; inoltre Rousseau non accettava le critiche alla sua città fatte da d'Alembert e Voltaire stesso nell'articolo "Ginevra", che avrebbe scatenato nuovamente le autorità svizzere contro i due filosofi, costringendolo a fuggire da Les delices.

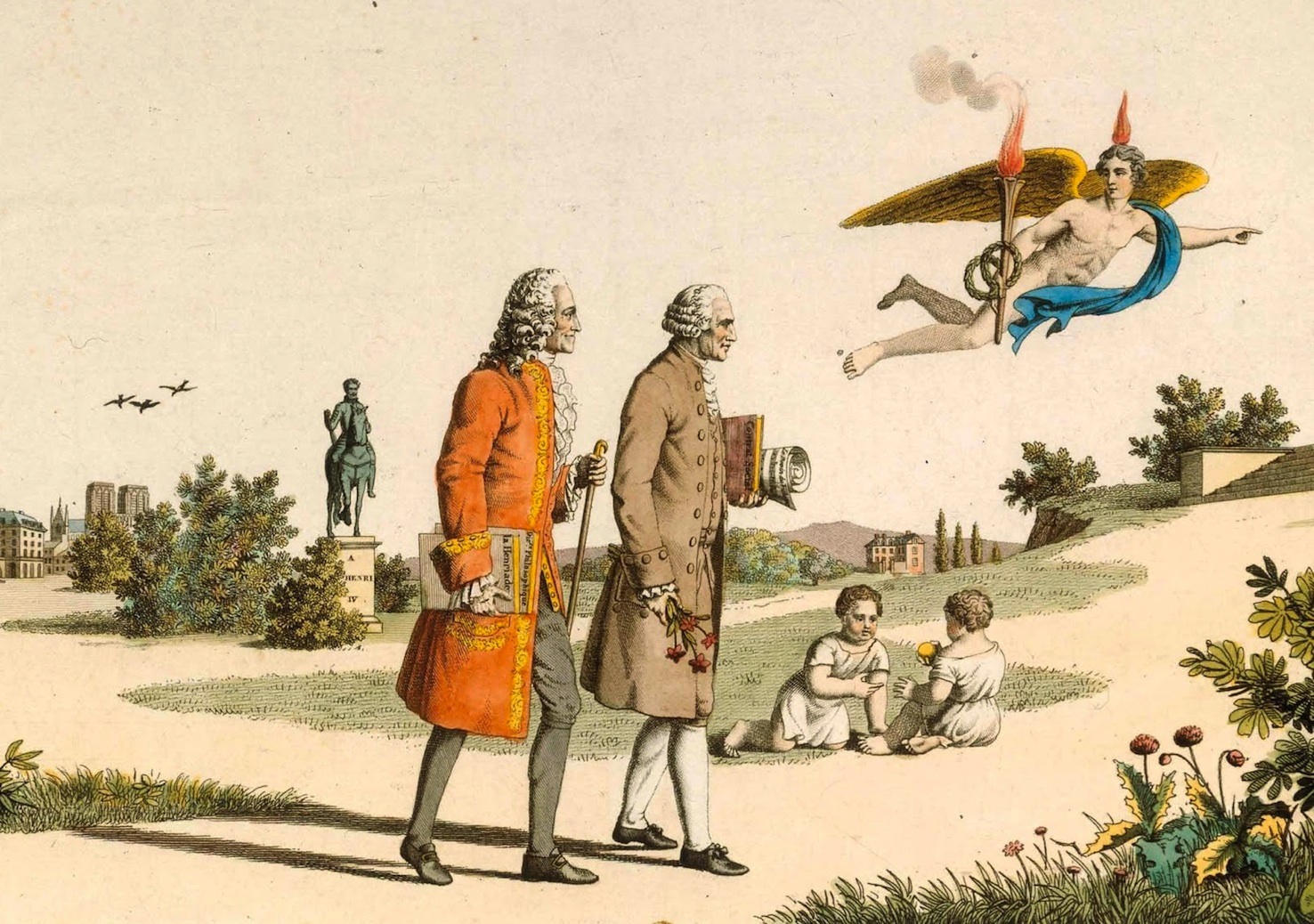
Stampa agiografica del 1794: Voltaire e Rousseau sono guidati dal Genio della Ragione verso la gloria e l'immortalità

Voltaire cominciò a considerare Rousseau come un nemico del movimento, definendolo "il Giuda della confraternita", oltre che una persona incompatibile col proprio carattere (a causa della paranoia e gli sbalzi d'umore dell'autore del Contratto sociale) e, pertanto, da screditare con i suoi scritti, come veniva fatto con gli anti-illuministi espliciti. In una lettera a un componente del Piccolo Consiglio di Ginevra contraddirebbe le sue affermazioni tolleranti e assai più note, quando inviterebbe i governanti di Ginevra a condannare Rousseau con la massima severità.
In realtà Voltaire rispose ad alcuni attacchi diretti proprio da Rousseau (notoriamente litigioso e che lo riteneva reo di non averlo difeso dalla censura: "Questi signori del Gran Consiglio vedono così spesso il signor Voltaire; come può non avere ispirato in loro quello spirito di tolleranza che predica senza pausa, e di cui ogni tanto ha lui stesso bisogno?"), e che istigava i ginevrini, nella Lettere scritte dalla montagna, dopo aver affermato che Voltaire era l'autore del Sermone dei cinquanta (una scandalosa opera anonima che denunciava la falsità storica del Vangelo), di colpirlo direttamente se volevano "castigare gli empi", anziché perseguire lui stesso. 
(Sermone dei cinquanta, XXIV, attribuito a Voltaire)
Nonostante lo stesso Voltaire gli avesse offerto ospitalità a Ferney dopo le accuse subite per l'opera Emilio, ricevette da Rousseau in cambio diverse accuse, terminando in insulti reciproci. Alla fine, avvisato che Rousseau stava venendo di persona, Voltaire aveva sbottato "Che venga! Gli offrirò la cena e lo metterò nel mio letto e gli dirò: grazie d'aver accettato l'invito". In realtà, alla fine, l'incontro non ci fu mai.
Voltaire, dal canto suo, si vendicò allora con la lettera in cui affermava che il vero "blasfemo sedizioso" era Rousseau e non lui, invitando ad agire con «tutta la severità della legge», cioè bandirne le opere "sovversive", senza tuttavia affermare esplicitamente di condannare il collega alla pena capitale.
Nel pamphlet I sentimenti dei cittadini, Voltaire, mettendola in bocca a un pastore calvinista, scrive una delle frasi "incriminate" («occorre insegnargli che se si punisce leggermente un romanziere empio, si punisce con la morte un vile sedizioso») e afferma che «si ha pietà di un folle; ma quando la demenza diventa furore, lo si lega. La tolleranza, che è una virtù, sarebbe in quel caso un vizio».. Vi rivela, poi, alcuni fatti disdicevoli della vita di Rousseau, come la povertà in cui faceva vivere la moglie, i cinque figli lasciati all'orfanotrofio e una malattia venerea di cui soffriva.
(Voltaire, I sentimenti dei cittadini)

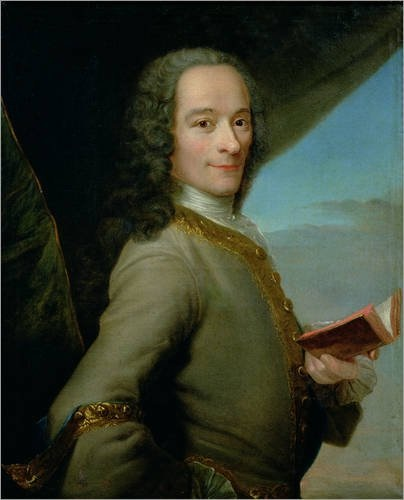
Voltaire ritratto da Maurice Quentin de La Tour (1737–1740 circa)

Per questo dissidio umano e intellettuale sono interessanti anche le lettere scambiate direttamente tra due filosofi: in una missiva sul Discorso sull'origine della diseguaglianza di Rousseau, in polemica col primitivismo del ginevrino, Voltaire gli scrisse che «leggendo la vostra opera viene voglia di camminare a quattro zampe. Tuttavia, avendo perso quest'abitudine da più di sessant'anni, mi è purtroppo impossibile riprenderla». Dal canto suo, sentimenti contrastanti erano in Rousseau (nel 1770 sottoscrisse una petizione per innalzare a Voltaire un monumento). Già nel 1760 Rousseau aveva attaccato Voltaire a causa dell'articolo su Ginevra e per non aver preso le sue parti nel dissidio con d'Alembert:
(Rousseau a Voltaire, 17 giugno 1760)

In una lettera privata del 1766 al segretario di Stato di Ginevra, Voltaire però negò che lui fosse l'autore de I sentimenti dei cittadini, probabilmente basato sulle confidenze degli ex amici di Rousseau (Diderot, Madame d'Epinay, Grimm): 
(Voltaire, lettera del 1766)

#### L'intellettuale impegnato
Voltaire, in questo periodo, si impegnò anche al fine di evitare il più possibile le guerre che insanguinavano l'Europa. Egli disprezzava il militarismo e sosteneva il pacifismo e il cosmopolitismo; un appello alla pace è presente anche nel Trattato sulla tolleranza. Cercò di fare da mediatore tra la Francia e la Prussia di Federico II, per evitare la guerra dei sette anni.

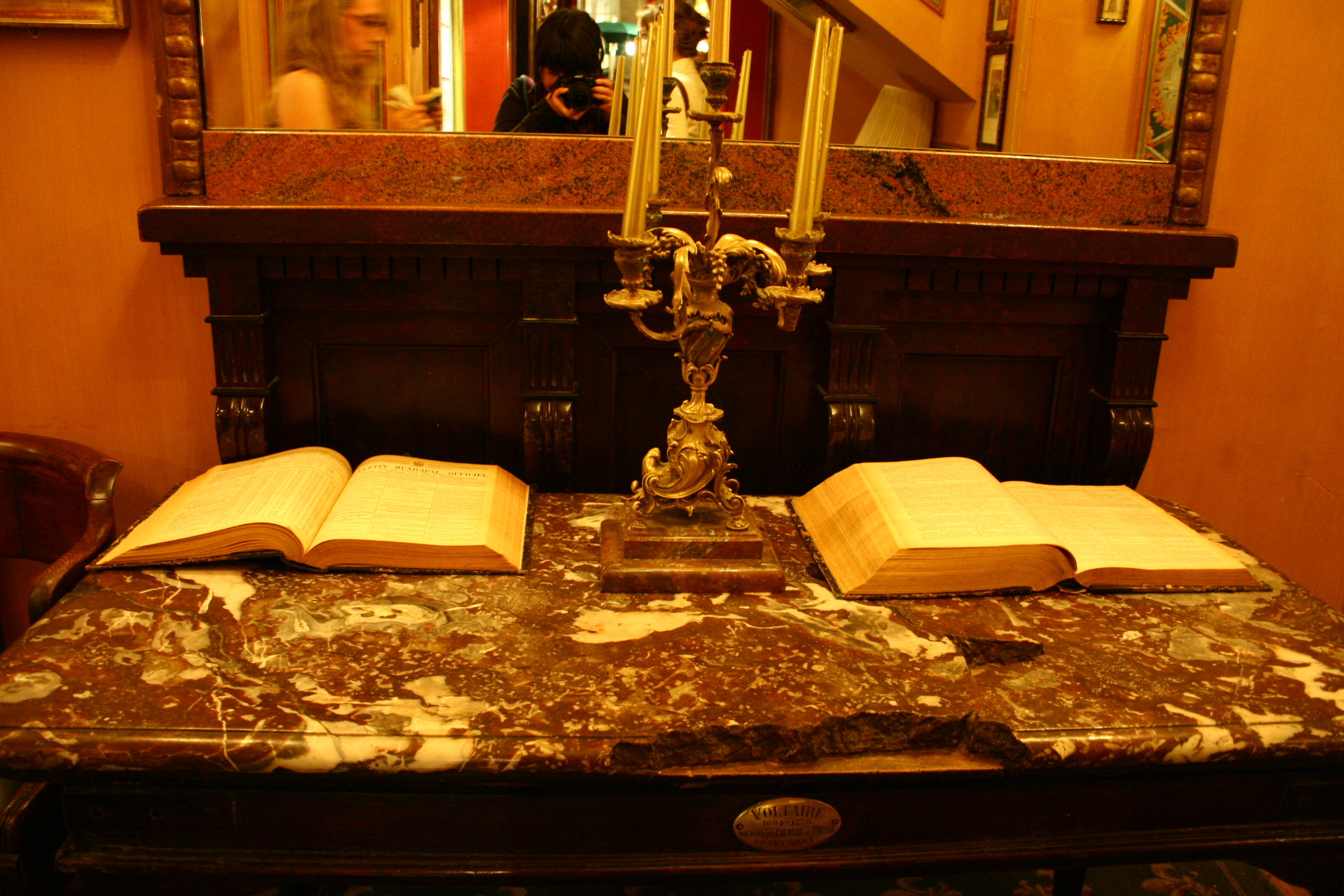
La scrivania di Voltaire al Café Procope, che lo scrittore frequentava

Al contempo però bisogna ricordare che, nella vita privata, portava avanti lucrosi e poco onesti affari proprio nel campo dei rifornimenti all'esercito. Ricco e famoso, punto di riferimento per tutta l'Europa illuminista, entrò in polemica coi cattolici per la parodia di Giovanna d'Arco in La Pulzella d'Orléans, opera giovanile riedita, ed espresse le sue posizioni in forma narrativa in numerosi racconti e romanzi filosofici, di cui il più riuscito è Candido ovvero l'ottimismo (1759), in cui polemizzò con l'ottimismo di Gottfried Leibniz. Il romanzo rimane l'espressione letteraria più riuscita del suo pensiero, contrario a ogni provvidenzialismo o fatalismo. Da qui ebbe inizio un'accanita polemica contro la superstizione e il fanatismo, a favore di una maggiore tolleranza e giustizia.
A questo proposito scrisse il citato Trattato sulla tolleranza in occasione della morte di Jean Calas (1763) e il Dizionario filosofico (1764), tra le opere non narrative più importanti del periodo, che vide anche la continuazione della collaborazione con l'Encyclopédie di Diderot e d'Alembert. Si dedicò anche a numerosissimi pamphlet, spesso anonimi, contro gli avversari degli illuministi. Nel caso di Jean Calas, egli riuscì a ottenere la riabilitazione postuma del commerciante protestante giustiziato, e quella della famiglia proscritta e ridotta in miseria, arrivando a orientare la Francia intera contro la sentenza del Parlamento di Tolosa. Alla fine, la vedova, sostenuta da Voltaire, si rivolse al re, ottenendo anche l'appoggio della Pompadour, che sostenne la causa dei Calas in una lettera al filosofo. Luigi XV ricevette in udienza i Calas; poi, lui e il suo consiglio privato annullarono la sentenza e ordinarono una nuova indagine, in cui i giudici di Tolosa vennero sconfessati completamente. Questo fatto segnò l'apice della popolarità e dell'influenza di Voltaire.
Tra le altre opere del lungo periodo a cavallo tra la Prussia e la Svizzera, i racconti Zadig (1747), Micromega (1752), L'uomo dai quaranta scudi (1767), le opere teatrali Zaira (1732), Alzira (1736), Mérope (1743), oltre il citato Poema sul disastro di Lisbona (1756). E infine, le importanti opere storiografiche Il secolo di Luigi XIV (1751), scritto durante il periodo prussiano e in cui contribuisce a rendere celebre l'enigma della famosa Maschera di Ferro, e il Saggio sui costumi e sullo spirito delle nazioni (1756). In una delle ultime opere prettamente filosofiche, Le philosophe ignorant (1766), Voltaire insistette sulla limitazione della libertà umana, che non consiste mai nell'assenza di qualsiasi motivo o determinazione.

### Rientro a Parigi e accoglienza trionfale (febbraio-maggio 1778)
La sua salute intanto cominciava a declinare ed egli chiese di poter rientrare in patria. Già amico della precedente favorita di Luigi XV, Madame de Pompadour, strinse amicizia epistolare anche con la nuova maîtresse-en-titre, Madame du Barry, che lo andò a visitare nel 1778. Luigi XV morì nel 1774. All'inizio del 1778 Voltaire ottenne il permesso a tornare nella capitale. Rientrato a Parigi i primi giorni di febbraio del 1778, dopo 28 anni di assenza, ricevette un'accoglienza trionfale dal popolo e dagli intellettuali, tranne che dalla corte del nuovo re, Luigi XVI, che comunque aveva acconsentito alla revoca dell'esilio, e, ovviamente, dal clero. Il 7 aprile entrò nella Massoneria, nella Loggia delle Nove Sorelle, loggia parigina del Grande Oriente di Francia. Assieme a lui venne iniziato anche l'amico Benjamin Franklin.

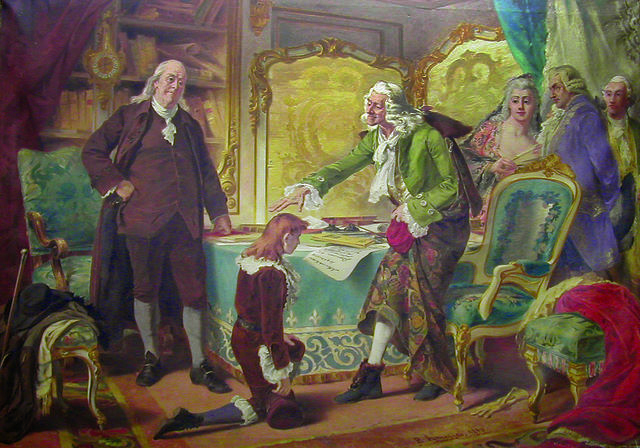
Pedro Américo, Voltaire benedice il nipote di Franklin in nome di Dio e della Libertà (1889–1890), dipinto che raffigura un episodio degli ultimi mesi di vita di Voltaire

Nonostante l'ostinato rifiuto, sino alla morte, della religione cattolica e della Chiesa - Voltaire era un deista - viene sostenuta la tesi che il filosofo si sia convertito in extremis alla fede cristiana. A riprova della conversione di Voltaire abbiamo uno studio dello spagnolo Carlos Valverde. Mentre le sue condizioni peggioravano, Voltaire perse lucidità e assumeva forti dosi di oppio per il dolore.. Un prete, Gauthier, della parrocchia di Saint-Sulpice, dove viveva Voltaire, venne a chiedergli una confessione di fede, perché egli non fosse sepolto in terra sconsacrata. L'unica dichiarazione scritta di suo pugno, o dettata al segretario, fu: "Muoio adorando Dio, amando i miei amici, non odiando i miei nemici, e detestando la superstizione". Gauthier non la ritenne sufficiente e non gli diede l'assoluzione, ma Voltaire si rifiutò di scrivere altre confessioni di fede che sancissero il suo ritorno al cattolicesimo. Nonostante ciò, si diffusero, dopo la morte, documenti di dubbia autenticità che indicherebbero che abbia sottoscritto una professione di fede, firmata da Gauthier e dal nipote, l'abbé Mignot, anche questa però, ritenuta insufficiente, anche se più esplicita. La confessione è stata ritenuta da taluni di comodo, su sollecitazione degli amici, per avere degna sepoltura e funerali oppure totalmente falsa, in quanto in contrasto con tutta la sua vita e la sua opera.

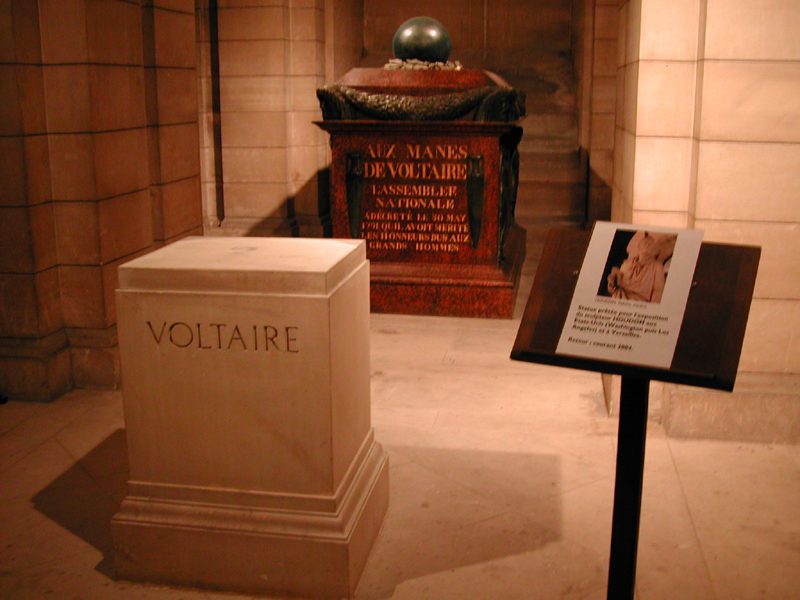
Tomba di Voltaire al Panthéon di Parigi al tempo dei lavori di restauro del monumento (si nota l'assenza della statua marmorea sul basamento)

Anche altri autori hanno riferito di una presunta autenticità della conversione di Voltaire e sui suoi rapporti col parroco Gauthier.
La conversione di Voltaire nei suoi ultimi tempi venne decisamente negata dagli illuministi, in particolare dagli anticlericali, in quanto ritenuta offuscare l'immagine di uno dei loro principali ispiratori e spesso non considerata sincera nemmeno dai cattolici. Bisogna notare inoltre che anche Diderot prese accordi con sacerdoti prima di morire, per poter essere decorosamente sepolto ed entrambi erano spinti con insistenza da amici e parenti, benché, come sappiamo da documenti, perlomeno Diderot non fosse davvero convertito. Anche l'ateo barone d'Holbach fu sepolto in una chiesa (accanto a Diderot stesso), avendo dovuto tenere nascoste le proprie idee in vita, per aggirare la censura e la repressione. Tutte queste analogie rendono probabile che non si trattò di vere conversioni e che Voltaire non tornò davvero al cattolicesimo; questo fu il motivo per cui la curia parigina oppose comunque il veto alla sepoltura, in quanto egli era morto senza assoluzione.

### Morte (maggio 1778) e vicende postume
La versione degli amici racconta che, in punto di morte, il filosofo respinse ancora il sacerdote, che avrebbe dovuto dare l'assenso alla sepoltura, e che lo invitava a confessarsi chiedendogli un'esplicita dichiarazione di fede cattolica, che Voltaire invece non voleva fare (intuendo che volesse poi venire usata a fini propagandistici): alla domanda se credeva nella divinità di Cristo, Voltaire replicò: "In nome di Dio, Signore, non parlatemi più di quell'uomo e lasciatemi morire in pace".

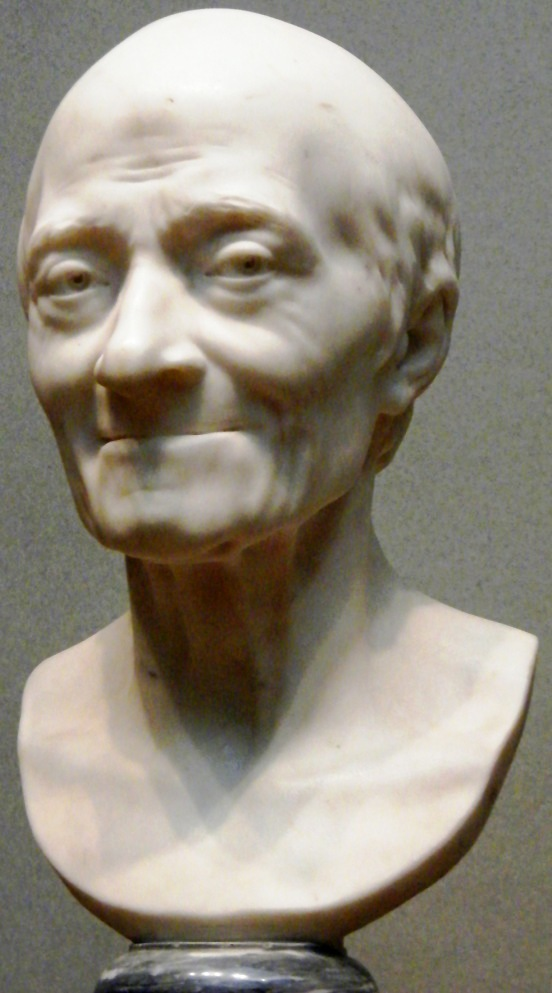
Voltaire poco prima della morte (busto di Jean-Antoine Houdon)

Voltaire morì, probabilmente per un cancro alla prostata di cui avrebbe sofferto già dal 1773, la sera del 30 maggio 1778, all'età di 83 anni, mentre la folla parigina lo acclamava sotto il suo balcone. La morte fu tenuta segreta per due giorni; il corpo, vestito come fosse vivo e sommariamente imbalsamato, fu portato fuori da Parigi in carrozza, come da accordi presi da madame Denis con un suo amante, un prelato che aveva acconsentito al "trucco". Il suo funerale, molto sontuoso, fu officiato dal nipote, l'abbé Mignot, parroco di Sellières, e nell'attiguo convento ebbe sepoltura lo scrittore. I medici che eseguirono l'autopsia ne asportarono il cervello e il cuore (riunito anni dopo ai resti per volontà di Napoleone III), forse per impedire una sepoltura "completa", dato l'ordine dell'arcivescovo di Parigi di vietare la sepoltura in terra consacrata a Voltaire, o forse, più probabilmente, per poterli conservare come reliquie laiche nella capitale; furono tumulati infatti temporaneamente nella Biblioteca nazionale di Francia e alla Comédie Française. Se Voltaire era comunque morto senza perdono religioso, e la chiesa parigina gli negò ogni onore, tutti i membri della curia dove venne sepolto vollero invece celebrare una messa cantata in sua memoria e numerose cerimonie. Le proprietà e l'ingente patrimonio di Voltaire passarono, per testamento, a Madame Denis e alla sua famiglia, ossia ai nipoti dello scrittore, nonché alla figlia adottiva Reine Philiberte de Varicourt, che aveva sposato il Marchese de Villette, nella cui casa parigina Voltaire visse i suoi ultimi giorni.

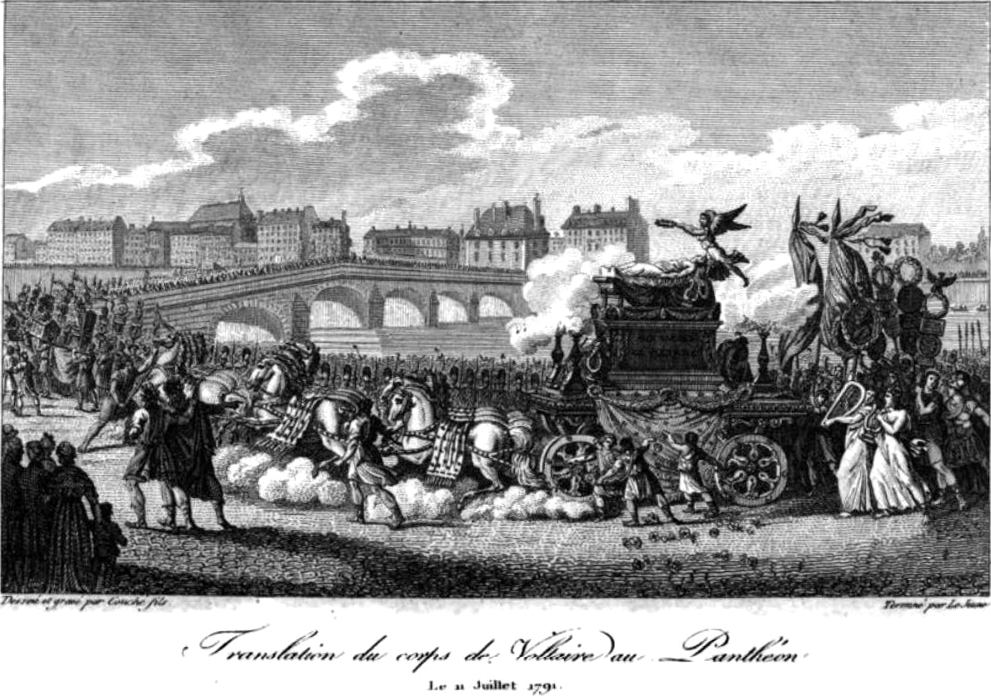
Il trasporto della salma di Voltaire al Panthéon durante i funerali solenni dell'11 luglio 1791

A tredici anni dalla sua morte, in piena Rivoluzione francese, il corpo di Voltaire venne trasferito al Panthéon e qui sepolto l'11 luglio 1791 al termine di un funerale di Stato di proporzioni straordinarie per grandiosità e teatralità, tanto che rimase memorabile persino il catafalco - su cui venne posto un busto del filosofo - allestito per il trasporto della sua salma. Da allora i resti di Voltaire riposano in questo luogo. Nel 1821 rischiò la riesumazione, più volte rifiutata in precedenza da Napoleone I, perché erano molti coloro, nel fronte cattolico, che ritenevano intollerabile la sua presenza all'interno di una chiesa, dato che il Panthéon era stato temporaneamente riconsacrato. Tuttavia re Luigi XVIII non la ritenne necessaria perché "... il est bien assez puni d'avoir à entendre la messe tous les jours." (cioè "è già punito abbastanza per il fatto di dover ascoltare la Messa tutti i giorni"). La tomba è vicina a quella dell'altro grande filosofo illuminista Jean-Jacques Rousseau, il rivale di Voltaire, morto poco meno di un mese dopo (il 4 luglio), spesso fatto bersaglio fino alla fine di satire e invettive, ma nonostante questo accomunato a lui nella gloria postuma, venendo traslato al Panthéon nel 1794.
Si diffuse però la leggenda che i monarchici ne avessero rubato le ossa nel 1814, insieme con quelle di Rousseau, per gettarle in una fossa comune, nel luogo dove oggi sorge la facoltà di scienza dell'Università parigina di Jussieu. Nel 1878 e successivamente (1898, anno della ricognizione dei sepolcri del Panthéon), tuttavia, diverse commissioni d'inchiesta stabilirono che i resti dei due grandi padri dell'Illuminismo, Jean-Jacques Rousseau e Francois-Marie Arouet detto Voltaire, si trovavano e si trovano tuttora nel Tempio della Fama di Francia.

## Pensiero politico

### Costituzionalismo e dispotismo illuminato
Voltaire non credeva che la Francia (e in generale ogni nazione) fosse pronta a una vera democrazia: perciò, non avendo fiducia nel popolo (a differenza di Rousseau, che credeva nella diretta sovranità popolare), non sostenne mai idee repubblicane e democratiche; benché, dopo la morte, sia divenuto uno dei "padri nobili" della Rivoluzione, celebrato dai rivoluzionari, è da ricordare che alcuni collaboratori e amici di Voltaire finirono vittime dei giacobini durante il regime del Terrore (tra essi Condorcet e Bailly). Nel maggio del 1777 Voltaire pubblicò un articolo nel «Journal de politique et de littérature», in cui attaccava il futuro rivoluzionario Jean-Paul Marat prendendosi gioco di quel «genio tanto splendente» che pretendeva di aver «trovato la casa dell'anima», e chiamandolo "un Arlecchino che fa capriole per divertire la platea". Per Voltaire, chi non è stato "illuminato" dalla ragione, istruendosi ed elevandosi culturalmente, non può partecipare al governo, pena il rischio di finire nella demagogia. Ammette comunque la democrazia rappresentativa e la divisione dei poteri proposta da Montesquieu, come realizzate in Inghilterra, ma non quella diretta, praticata a Ginevra.
La repubblica ginevrina, che gli apparve giusta e tollerante, si rivelò un luogo di fanatismo. Lontano da idee populiste e anche radicali, se non sul ruolo della religione in politica (fu un deciso anticlericale), la sua posizione politica fu quella di un liberale moderato, avverso alla nobiltà - che gli fa dubitare di un governo oligarchico - ma sostenitore della monarchia assoluta nella forma illuminata (anche se ammirava molto come "governo ideale" la monarchia costituzionale inglese) come forma di governo: il sovrano avrebbe dovuto governare saggiamente per la felicità del popolo, proprio perché "illuminato" dai filosofi, e garantire la libertà di pensiero. Lo stesso Voltaire trovò realizzazione delle sue idee politiche nella Prussia di Federico II, apparentemente un re-filosofo, che con le sue riforme acquistò un ruolo di primo piano sullo scacchiere europeo. Il sogno del filosofo si rivelò poi inattuato, rivelando in lui, soprattutto negli anni più tardi un pessimismo di fondo attenuato dalle utopie vagheggiate nel Candido, l'impossibile mondo ideale di Eldorado, dove non esistono fanatismi, prigioni e povertà, e la piccola fattoria autosufficiente dove il protagonista si ritira per lavorare, in una contrapposizione borghese all'ozio aristocratico.

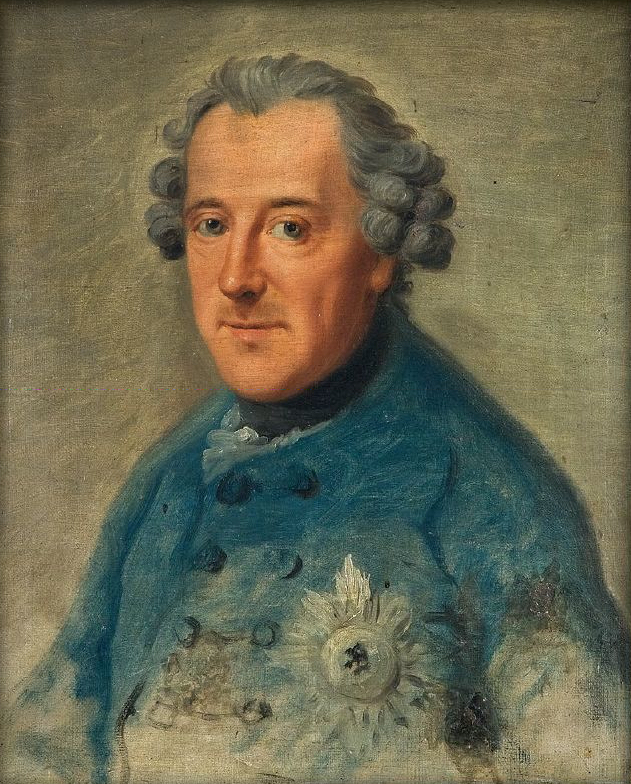
Federico II di Prussia

Nelle opere successive esprime la volontà di lavorare per la libertà politica e civile, concentrandosi molto sulla lotta all'intolleranza, soprattutto religiosa, non appoggiandosi più ai sovrani che lo avevano deluso.
Non è contrario in linea di principio ad una repubblica, ma lo è nella pratica, in quanto egli, pensatore pragmatico, non vede nella sua epoca la necessità del conflitto monarchia-repubblica, che si svilupperà 11 anni dopo la sua morte con l'inizio della Rivoluzione nel 1789, ma quello monarchia-corti di giustizia (i cosiddetti "parlamenti", da non confondere con l'accezione inglese del termine, oggi usata per ogni organo legislativo), ed egli, contrario agli arbitri di tali magistrati di estrazione nobiliare, si schiera col sovrano che può essere guidato dai filosofi, mentre la riforma delle corti richiede una complicata e lunga ristrutturazione legislativa. Il filosofo deve inoltre orientare la massa e spingerla per il giusto sentiero, guidarla, poiché «le leggi sono fatte dall'opinione pubblica».

### Sulle riforme sociali: uguaglianza, giustizia e tolleranza
(Voltaire, parafrasando Mosè Maimonide, in Zadig o il destino)

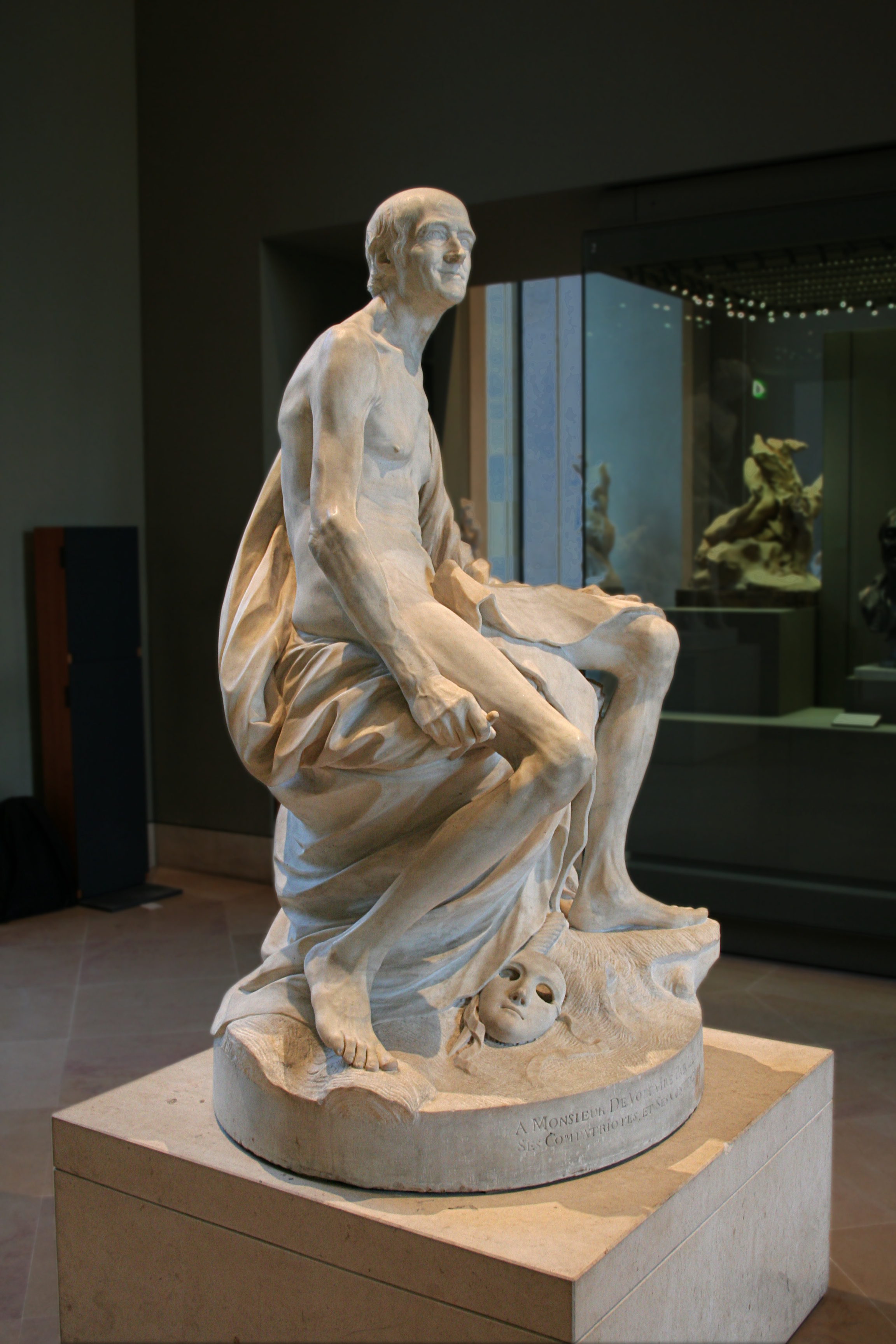
Statua di Voltaire al Louvre

La tolleranza, che va esercitata dal governante praticamente sempre (egli cita come esempio molti imperatori romani, in particolare Tito, Traiano, Antonino Pio e Marco Aurelio), è il caposaldo del pensiero politico di Voltaire. Spesso gli è attribuita, con varianti, la frase "Non sono d'accordo con quello che dici, ma difenderò fino alla morte il tuo diritto a dirlo". Tale citazione trova in realtà riscontro soltanto in un testo della scrittrice britannica Evelyn Beatrice Hall. La citazione non si trova altresì in qualsivoglia opera di Voltaire. La frase avrebbe origine non dalla lettera del 6 febbraio 1770 all'abate Le Riche, come spesso si dice ma da un brano delle Questioni sull'Enciclopedia: 
(Questions sur l'Encyclopédie, articolo "Homme")
Ci sono però molte altre frasi o aforismi di Voltaire che esprimono un concetto affine a questo, con diverse parole: in una lettera sul caso Calas, allegata da Voltaire al Trattato sulla tolleranza: «La natura dice a tutti gli esseri umani: (...) Qualora foste tutti dello stesso parere, cosa che sicuramente non succederà mai, qualora non ci fosse che un solo uomo di parere contrario, gli dovrete perdonare: perché sono io che lo faccio pensare come lui pensa», frase che anticipa il pensiero del liberalismo del secolo successivo; «Siamo tutti figli della fragilità: fallibili e inclini all'errore. Non resta dunque che perdonarci vicendevolmente le nostre follie. È questa la prima legge naturale: il principio a fondamento di tutti i diritti umani»; «Di tutte le superstizioni, la più pericolosa è quella di odiare il prossimo per le sue opinioni»; «È cosa crudelissima perseguitare in questa vita quelli che non la pensano al nostro modo»; «Ma come! Sarà permesso a ciascun cittadino di non credere che alla sua ragione e di pensare ciò che questa ragione, illuminata o ingannata, gli detterà? È necessario, purché non turbi l'ordine»; e molte altre.

#### Contro la pena di morte e la tortura
Voltaire accolse favorevolmente le tesi del giovane illuminista italiano Cesare Beccaria sull'abolizione della tortura e della pena di morte, come si evince dal commento molto positivo che fece all'opera Dei delitti e delle pene, invitando i governanti a ridurre drasticamente l'uso della prima, per poi eliminarla completamente, augurandosi che spesso si rileggesse l'opera di quello che definiva "grande amatore dell'umanità". Secondo lui non era dai palazzi che si vedeva la civiltà di una nazione ma dalle carceri. Voltaire e Beccaria ebbero anche uno scambio epistolare. Sulla pena capitale Voltaire si oppone nettamente al suo uso e agli eccessi di violenza che la caratterizzavano; benché in certi casi possa apparire giusta, essa, alla ragione illuministica, si rivela solo una barbarie, in quanto i peggiori e incalliti criminali (assassini e persone pericolose per la sicurezza nazionale), anche se giustiziati, non saranno utili a nessuno, mentre potrebbero lavorare per il bene pubblico e riabilitarsi parzialmente, motivazione principale utilitaristica di Beccaria che Voltaire approva in pieno; egli considera l'ergastolo una punizione sufficiente per i delitti peggiori e violenti: 

Voltaire va anche oltre Beccaria, e considera, da un punto di vista umanitario, filantropico e giusnaturalista e in polemica con Rousseau, un arbitrio dello stato il togliere la vita, che è diritto naturale di ogni essere umano (mentre la vendetta a sangue freddo squalifica la ragione umana e lo Stato stesso, in quanto non è una legittima difesa della società, ma un accanimento), e non è nella disponibilità della legge, oltre al fatto che è possibile colpire anche innocenti, spesso senza proporzionalità: 

Voltaire usa anche la sua arma più potente, l'ironia, unita al sarcasmo e alla derisione della superstizione popolare: 
Per Voltaire il crimine più orrendo che un uomo possa commettere è la pena di morte applicata per motivi religiosi o ideologici, anche mascherati da crimini comuni, come nel caso Calas, ma dettati dal puro fanatismo religioso, per cui il principio del governo deve essere la tolleranza.

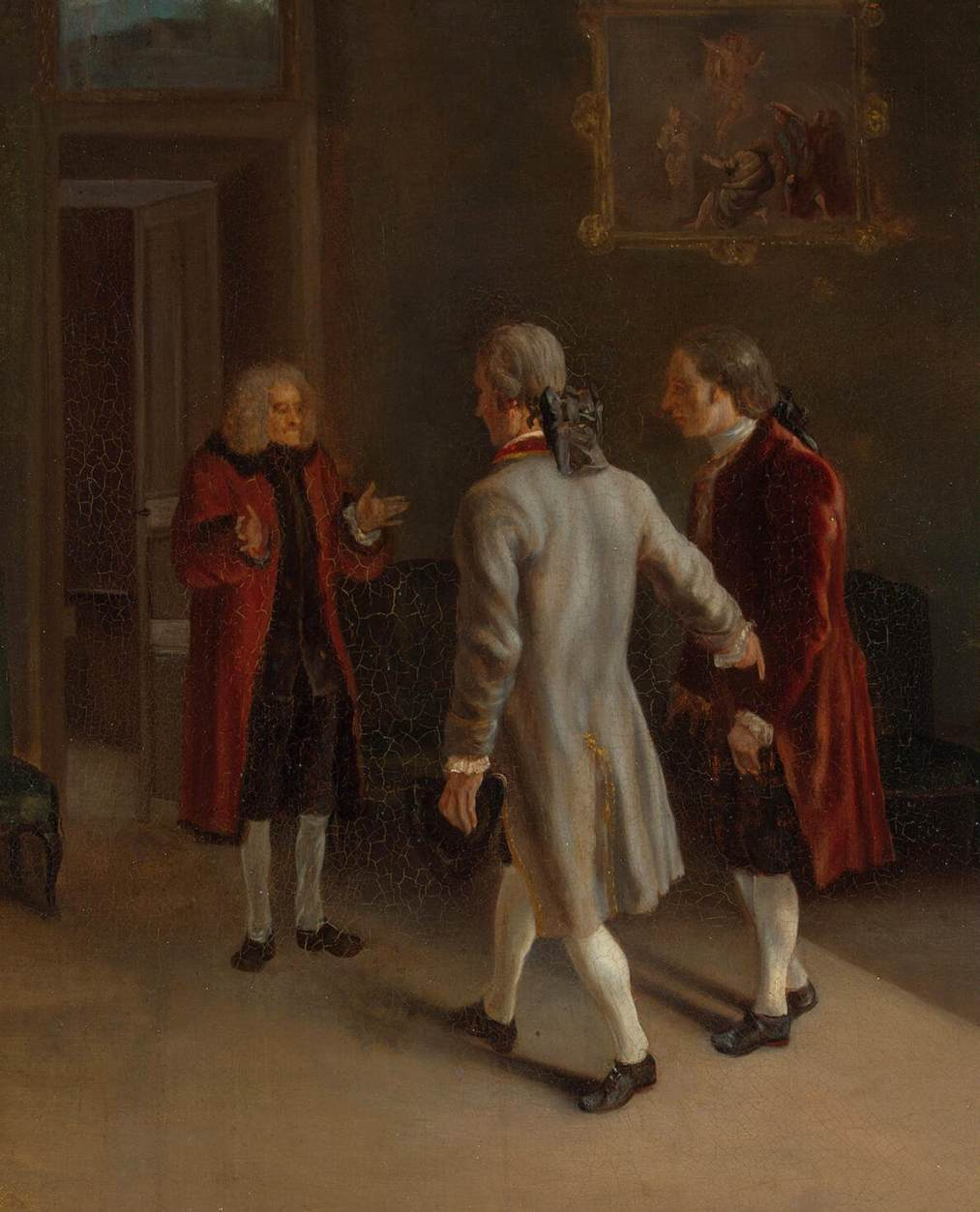
Jean Huber, Voltaire riceve i suoi ospiti

Tuttavia non si può omettere e sottoporre ad una valutazione critica il fatto che lo stesso Voltaire contraddisse questi principi di tolleranza durante il suo dissidio con Rousseau.

#### Contro il nazionalismo e la guerra
(da Il filosofo ignorante, 1766)
Se l'uomo privato farà fortuna proprio con le forniture militari, in un secolo denso di guerre, nello scrittore netta è la condanna che emerge anche nei confronti del militarismo, del nazionalismo (in nome del cosmopolitismo) e della guerra fine a sé stessa, uno dei motivi di rottura con Federico II, esplicitato anche nei racconti filosofici.
Voltaire commenta con sarcasmo che
prìncipi o di governanti (...) Non c'è dubbio che sia una bellissima arte, quella che devasta le campagne, distrugge le abitazioni e fa crepare, normalmente, in un anno, quarantamila uomini su 
centomila (...)  Questo ritrovato fu usato dapprima dai popoli riuniti per il loro comune benessere… Così il popolo romano, in assemblea, giudicava che fosse nel suo interesse andare a battersi prima della mietitura contro il popolo di Veio, o contro i Volsci. E qualche anno dopo tutti i Romani, pensando d’aver ragione in una certa lite contro i Cartaginesi, si batterono a lungo per terra e per mare.»
(Voltaire, Dizionario filosofico, "Guerra")
La genesi delle guerre settecentesche è individuata nelle pretese dei potenti che accampano diritti basandosi su "prove genealogiche" remote:
(Voltaire, ibidem)
Voltaire attacca poi l'ampio uso dei mercenari di professione:
(Voltaire, ibidem)
La guerra fa emergere il peggio dell'essere umano, non ci sono eroismi o idealismi che possano reggere:
(Voltaire, ibidem)

Egli attacca frequentemente l'uso politico della religione per giustificare le guerre e le violenze, e auspica la distruzione del fanatismo religioso: 
(Voltaire, Della pace perpetua)

#### L'eguaglianza
Per Voltaire l'eguaglianza formale è una condizione di natura, l'uomo selvaggio è libero, anche se non civilizzato. L'uomo civile è schiavo a causa delle guerre e dell'ingiustizia; l'eguaglianza sostanziale non c'è perché ognuno svolga la sua funzione, con l'esempio che egli fa, nel Dizionario filosofico, del cuoco e del cardinale, in cui ognuno deve svolgere la propria attività, come è utile al momento presente, poiché così sussisterà il mondo, anche se umanamente entrambi appartengono alla stessa condizione esistenziale. Voltaire rifiuta quindi ogni soluzione rivoluzionaria. La sua soluzione, vista l'impossibilità di riformare la Francia, è quella di autoesiliarsi. 
Quanto a colui che non è né cuoco di cardinale né riveste alcuna carica statale; quanto al privato che non deve niente a nessuno, ed è seccato d’essere ricevuto dappertutto con aria di protezione o di disprezzo, e sa bene che parecchi monsignori non hanno né maggior cultura, né maggior acume, né maggiore virtù di lui, e che alla fine si stufa di fare anticamera, quale partito dovrà prendere? Quello di andarsene.»
(Voltaire, Dizionario filosofico, "Eguaglianza")
Economicamente aderisce in parte al laissez faire liberale che muove i primi passi con l'Illuminismo, perlomeno nel richiedere la libertà del commercio dal controllo statale; tuttavia, egli non è un liberista come Adam Smith. 
Riteneva infatti che lo Stato potesse intervenire in favore dell'industria, dell'economia e dei cittadini anche facendo ricorso al debito pubblico ("qualsiasi Stato che prende soldi in prestito dal suo popolo non è più povero per questo").
Voltaire crede inoltre che il lusso, quando non è un mero spreco, faccia bene alla grande economia e quindi alla società, rendendo tutti più prosperi e aumentando la sensazione di benessere generale, come riporta alla voce Lusso del Dizionario filosofico del 1764.
Nel poema Le mondain del 1736 contesta ogni pratica ascetica o solo ispirata alla frugalità e alla semplicità sostenuta da puritani e cattolici ed esalta invece il materiale gusto di vivere e la non rinuncia a godere sino in fondo quanto la vita può offrire.
La sua opinione cambia radicalmente dopo l'evento del terremoto di Lisbona del 1755 quando comincia a dubitare dell'esistenza del male come scelta provvidenziale di Dio, divenendo molto meno ottimista.
Politicamente, invece, il suo pensiero non aderisce al liberalismo democratico poiché ancora legato ad una concezione oligarchica e gerarchica della società, come si evince ad esempio da questo passaggio: «Lo spirito di una nazione risiede sempre nel piccolo numero che fa lavorare il gran numero, ne è nutrito e lo governa.».

## Pensiero filosofico

### Voltaire e il Regno Unito

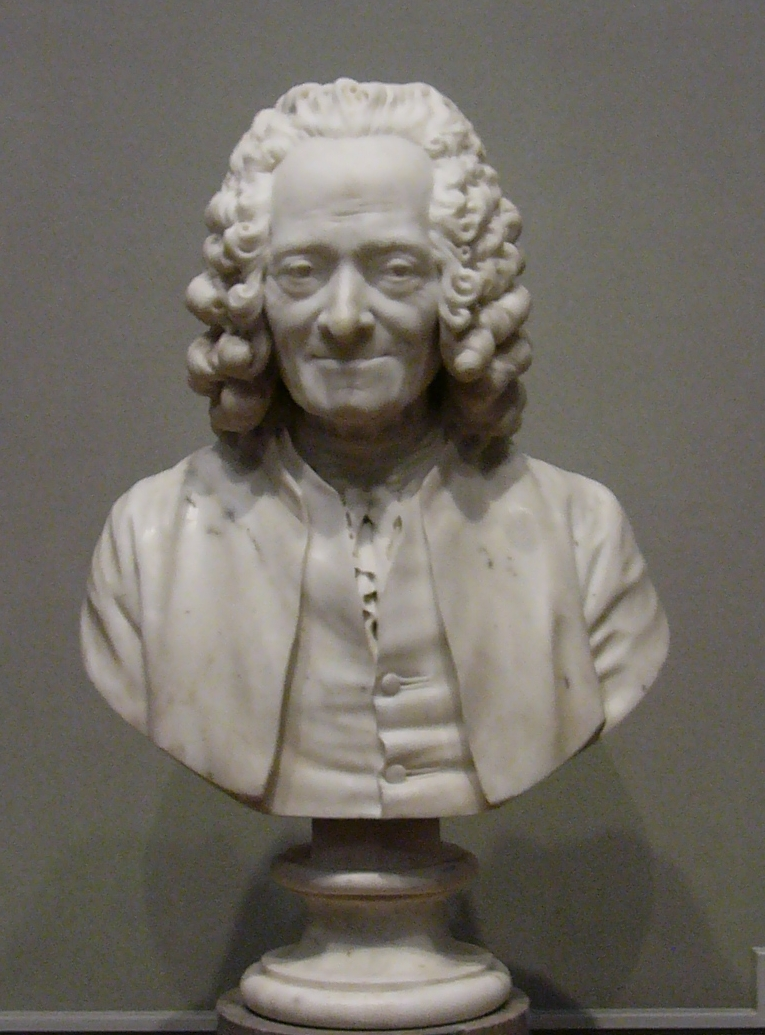
Jean-Antoine Houdon, Voltaire (1781), ritratto in un busto poco prima della morte nel 1778 e parte di una serie di busti realizzati da Houdon

Tra le esperienze più significative del Voltaire intellettuale sono certamente da annoverare i viaggi, quello nei Paesi Bassi e soprattutto quello nel Regno Unito; qui il giovane parigino vide praticare attivamente la tolleranza religiosa e la libertà di espressione di idee politiche, filosofiche e scientifiche. Al suo spirito insofferente di ogni repressione assolutistica e clericale (anche perché reduce dall'esperienza nelle rigide scuole dei gesuiti) il Regno Unito appare come il simbolo di una forma di vita illuminata e libera.
Immerso nello studio della cultura anglosassone, Voltaire rimane accecato dalle luminose e rivoluzionarie dottrine scientifiche di Newton e dal deismo e l'empirismo di John Locke. Egli trae, da questo incontro con la filosofia del Regno Unito, il concetto di una scienza concepita su base sperimentale intesa come determinazione delle leggi dei fenomeni e il concetto di una filosofia intesa come analisi e critica dell'esperienza umana nei vari campi. Nacquero così le Lettres sur les anglais o Lettres philosophiques (1734) che contribuirono ad allargare l'orizzonte razionale europeo ma che gli attirarono addosso i fulmini delle persecuzioni.
Le Lettres vengono condannate, per quanto riguarda i princìpi religiosi, da coloro che sostenevano la necessità politica dell'unità di culto; dal punto di vista politico, esse, esaltando l'onorabilità del commercio e la libertà, si opponevano spudoratamente al tradizionalistico regime francese, e dal lato filosofico, in nome dell'empirismo, tentavano di svincolare la ricerca scientifica dall'antica subordinazione alla verità religiosa. Il programma filosofico di Voltaire si delineerà in maniera più precisa successivamente con il Traité de métaphisique (1734), la Métaphisique de Newton (1740), Remarques sur les pensées de Pascal (1742), il Dictionnaire philosophique (1764), il Philosophe ignorant (1766), per citare i più importanti.
Non mancano tuttavia nelle sue opere accenti critici contro gli inglesi..

### La religione naturale e l'anticlericalismo
(Voltaire, Les cabales, 1772)

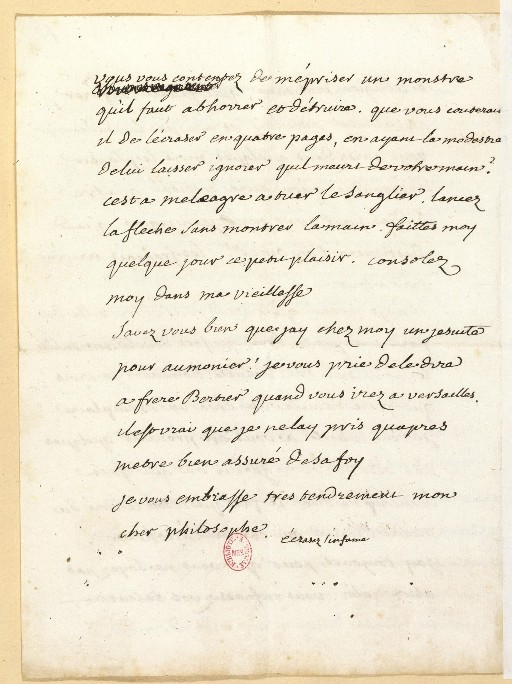
Pagina autografa di una lettera di Voltaire sul caso Calas, che gli ispirerà il Trattato sulla tolleranza e in calce è visibile la sua firma tipica «Écrasez l'infame!»

Il problema che Voltaire principalmente si pone è l'esistenza di Dio, conoscenza fondamentale per giungere a una giusta nozione dell'uomo. Il filosofo non la nega, come alcuni altri illuministi che si dichiaravano atei (il suo amico Diderot, D'Holbach e altri) perché non trovavano prova dell'esistenza di un Essere Supremo, ma nemmeno, nel suo razionalismo laico, assume una posizione agnostica. Egli vede la prova dell'esistenza di Dio nell'ordine superiore dell'universo, infatti così come ogni opera dimostra un artefice, Dio esiste come autore del mondo e, se si vuole dare una causa all'esistenza degli esseri, si deve ammettere che sussiste un Essere creatore, un Principio primo, autore di un Disegno intelligente.
(Voltaire, Trattato di metafisica, seconda versione, 1736, capitolo II)

La sua posizione fu pertanto deista, come già accennato: 
(Voltaire, Épître 104 – Épître à l'Auteur du Livre des Trois Imposteurs, v. 22.)

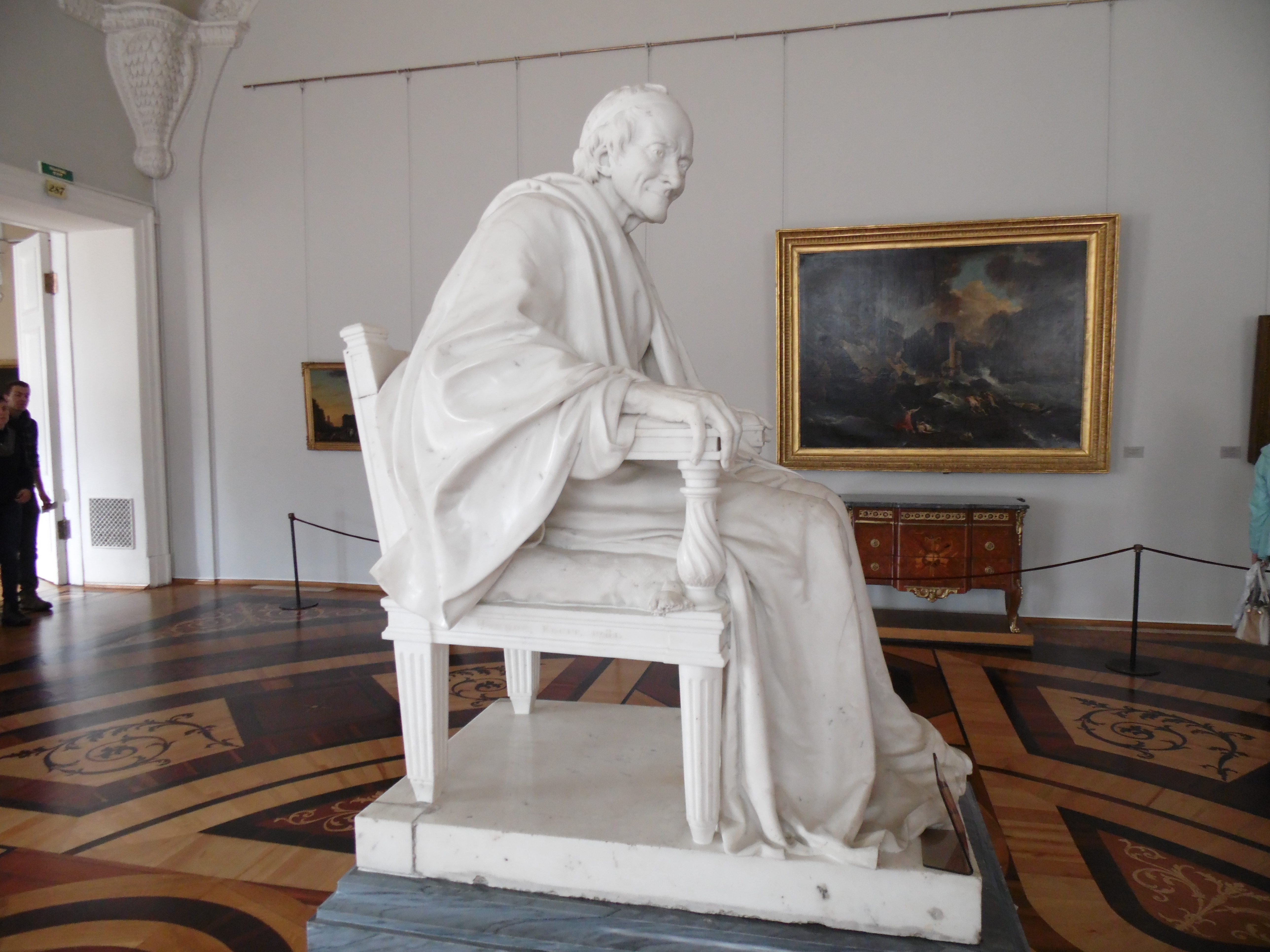
Statua di Voltaire all'Ermitage di San Pietroburgo, di Jean-Antoine Houdon

Dunque Dio esiste e sebbene abbracciando questa tesi si trovino molte difficoltà, le difficoltà che si pongono abbracciando l'opinione contraria sarebbero ancora maggiori, vivendo Voltaire in un'epoca in cui le leggi dell'evoluzione non erano ancora scoperte e l'alternativa al deismo era l'eternità della "materia", che comunque è un principio originale. Il Dio di Voltaire non è il dio rivelato, ma non è neanche un dio di una posizione panteista, come quella di Spinoza. È una sorta di Grande Architetto dell'Universo, un orologiaio autore di una macchina perfetta (tra l'altro, gli orologi erano una passione di Voltaire, che si dedicava alla costruzione di essi a Ferney). Voltaire non nega una Provvidenza, ma non accetta quella di tipo cristiano, ossia non accetta una provvidenza che sia contemporaneamente buona e onnipotente non aderendo alle risposte leibniziane sul problema del male (come ampiamente spiegato nel Candido); secondo le sue convinzioni (come quelle di molti del suo tempo), l'uomo nello stato di natura era felice, avendo istinto e ragione, ma la civiltà ha contribuito all'infelicità: occorre quindi accettare il mondo così com'è, e migliorarlo per quanto è possibile. Aveva contribuito a queste sue convinzioni lo studio di Newton, conosciuto, come detto, nel periodo inglese: la cui scienza, pur rimanendo estranea, in quanto filosofia matematica, alla ricerca delle cause, risulta strettamente connessa alla metafisica teistica, implicando una razionale credenza in un Essere Supremo (Être Supreme, a cui si ispirerà vagamente il Culto della Ragione di Robespierre).
Voltaire inoltre è spinto dalla censura, specialmente in alcune opere che egli voleva fossero a larga diffusione, fuori dall'ambiente accademico ed enciclopedico dei philosophes, a non mettere troppo in dubbio il cristianesimo e il concetto di divinità tradizionale, onde convincere i propri interlocutori: ad esempio nel Trattato sulla tolleranza, in cui spesso fa riferimento ai Vangeli o al cattolicesimo, sapendo di dover convincere - in primo luogo i giuristi cattolici - a riaprire il caso Calas, senza quindi entrare troppo in urto con la Chiesa e la fede diffusa.
Voltaire crede comunque in un Dio che unifica, Dio di tutti gli uomini: universale come la ragione, Dio è di tutti.
Come altri pensatori-chiave del periodo si considera espressamente un deista/teista, esprimendosi così: «Cos'è la fede? È credere in qualcosa di evidente? No. Alla mia mente è perfettamente evidente l'esistenza di un necessario, eterno, supremo, e intelligente Essere. Questa non è materia di fede, ma di ragione». Questa concezione assomiglia a quella del Dio impersonale/Logos degli stoici, di Cicerone e dei platonici, e in generale di quasi tutta la filosofia antica.
Il deismo di Voltaire comunque si rifiuta di ammettere qualsiasi intervento di Dio nel mondo umano, ed è restio, soprattutto dopo il terremoto di Lisbona, ad ammettere l'esistenza di una vera e propria Divina Provvidenza. Il Supremo ha solo avviato la macchina dell'universo, senza intervenire ulteriormente, come gli dei di Epicuro, dunque l'uomo è libero, ovvero ha il potere di agire, anche se la sua libertà è limitata; il filosofo può comunque rivolgersi all'Essere supremo, anche per incitare alla tolleranza gli uomini che leggeranno.

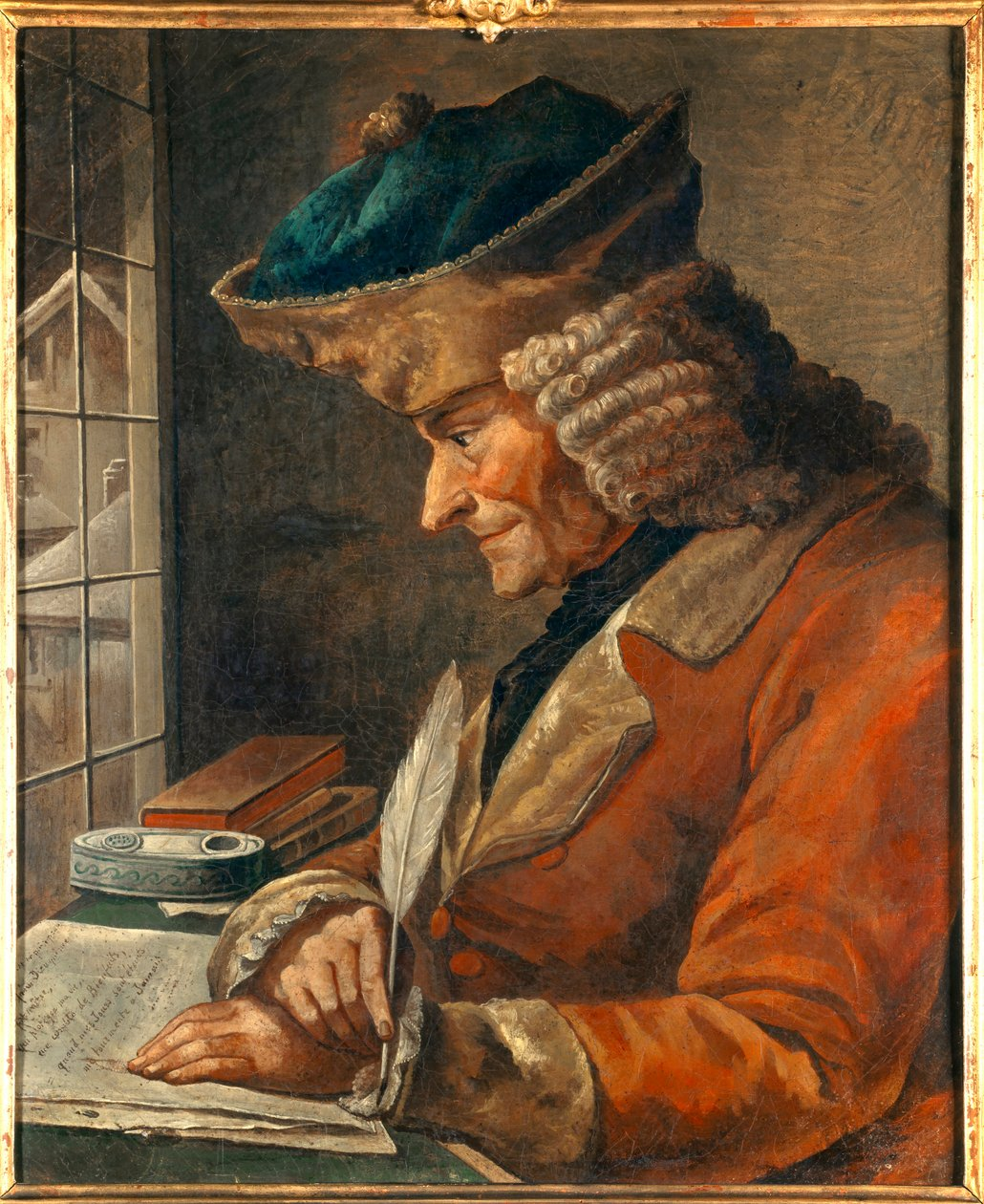
Voltaire al lavoro

Anche il naturalista Buffon, pre-evoluzionista, la condivide, e sarà invece Diderot a staccarsene gradualmente dopo che i semi dell'evoluzionismo cominciano a diffondersi (anche se sarà solo nel XIX secolo con Charles Darwin che nascerà ufficialmente il concetto di selezione casuale delle specie). All'epoca della formazione culturale di Voltaire, la maggioranza dei razionalisti ammettevano la divinità come garante di ordine morale e "motore immobile" dell'universo e della vita, in quanto pareva una spiegazione più semplice del materialismo ateo, propugnato ad esempio da Jean Meslier e da d'Holbach, in senso completamente meccanicista e determinista, e più cautamente da Diderot. Voltaire accetta l'idea teologica di Newton, John Locke e David Hume, per cui, se in certi frangenti è difficile credere, è comunque un'idea accettabile, allo stato delle conoscenze dell'epoca. Solo con la scoperta dell'evoluzione darwiniana e la teoria cosmologica del Big Bang, questa molto successiva a Voltaire, molti scienziati e filosofi razionalisti abbandoneranno il deismo per l'agnosticismo e lo scetticismo..
Voltaire critica razionalmente anche i testi biblici, mettendo in dubbio la storicità e la validità morale di gran parte dei testi. Il suo approccio generale è ispirato a quello di alcuni riformatori come i sociniani, ma l'attitudine profondamente scettica del pensatore francese lo separa però sia da Locke sia dai teologi unitariani come appunto Fausto Socini, oltre che da Rousseau, deista tendente al calvinismo, e sostenitore di una religione civile "imposta" per legge, cioè religione di Stato, che invece Voltaire considera inutile e ingiusta, se ciò genera oppressione e violenza verso altri culti.
Già nella sua epoca e successivamente gli avversari di Voltaire lo accusavano di essere un "ateo pratico" al pari di Diderot, e definirono il suo deismo come una mera speculazione filosofica senza implicazioni morali, simile secondo essi dello spinozismo panteista.

#### La polemica anticlericale e anticattolica
Obiettivo principale di Voltaire e di tutto il suo pensiero, o, se si vuole, la missione della sua vita, è l'annientamento della Chiesa cattolica (che lui chiama l'infame, anche se utilizza questo termine con riferimento a ogni spiritualità forte, che senza mezzi termini ritiene semplicemente fanatismo religioso). Egli infatti tenta di demolire il cattolicesimo per proclamare la validità della religione naturale.
In una lettera a Federico II del 1767, scrive riferendosi al cattolicesimo: "La nostra [religione] è senza dubbio la più ridicola, la più assurda e la più assetata di sangue mai venuta a infettare il mondo".
La sua fede nei principi della morale naturale mira a unire spiritualmente gli uomini al di là delle differenze di costumi e di usanze. Proclama quindi la tolleranza contro il fanatismo e la superstizione (che stanno «alla religione come l'astrologia all'astronomia») nel Trattato sulla tolleranza (1763), nonché la laicità tramite molti scritti anticlericali: uno dei suoi obiettivi è la completa separazione tra Chiesa e Stato, ad esempio con l'istituzione del matrimonio civile.
Voltaire era solito firmare la fine delle sue lettere con Écrasez l'infame (schiacciate l'infame); in seguito lo abbreviò con Ecr. L'inf.. Per liberare le religioni positive da queste piaghe è necessario trasformare tali culti, compreso il cristianesimo, nella religione naturale, lasciando cadere il loro patrimonio dogmatico e facendo ricorso all'azione illuminatrice della ragione.
Dal cristianesimo primitivo Voltaire accetta alcuni insegnamenti morali, ovvero la semplicità, l'umanità, la carità, e ritiene che voler ridurre questa dottrina alla metafisica significa farne una fonte di errori. Più volte infatti il parigino, elogiando la dottrina cristiana predicata da Cristo e dai suoi discepoli (anche se dubita della veridicità dei racconti evangelici), addebiterà la degenerazione di questa in fanatismo, alla struttura che gli uomini, e non il Redentore, hanno dato alla chiesa. Il Cristianesimo, se vissuto in maniera razionale, senza dogmi, riti, miracoli, clero e fede cieca, nel pensiero di Voltaire coincide con la legge di natura.

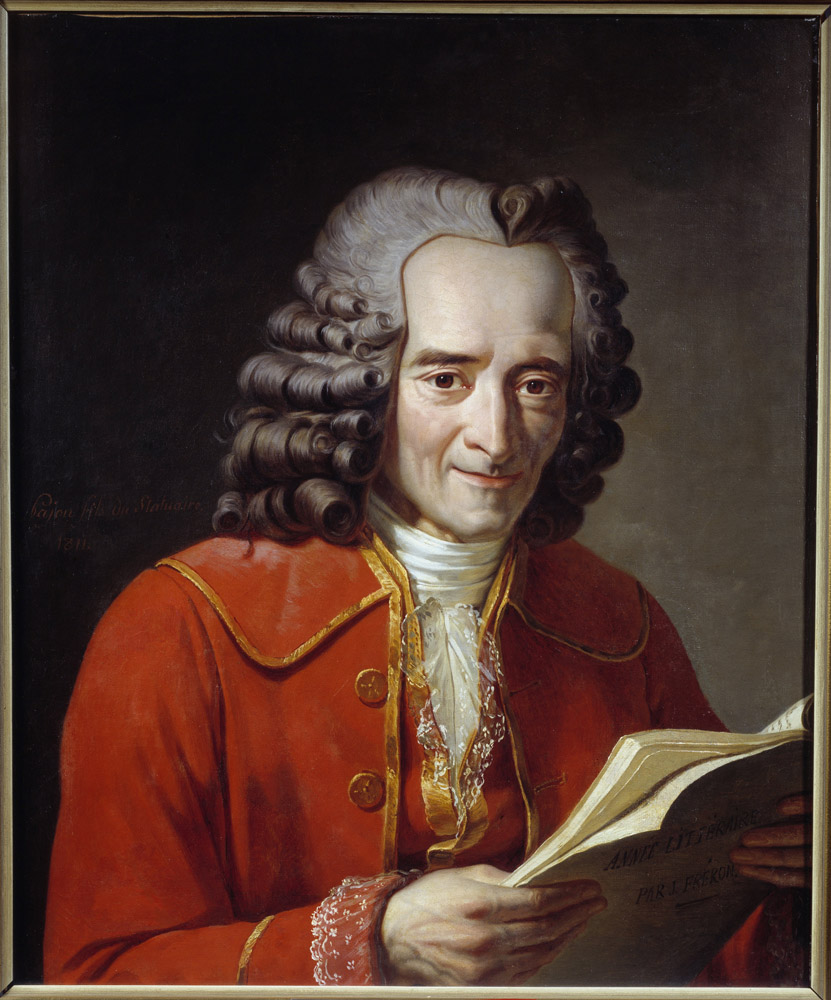
Jacques Augustin Catherine Pajou, Voltaire che legge, olio su tela, 1811

#### Contro il cristianesimo moderno e la concezione materialistica
Voltaire porta avanti una doppia polemica, contro l'intolleranza e la sclericità del cattolicesimo, e contro l'ateismo e il materialismo, sebbene gran parte della sua speculazione parta da elementi materiali. «Voltaire non si sente l'animo di decidersi né per il materialismo né per lo spiritualismo. Egli ripete spesso che "come non sappiamo che cosa sia uno spirito, così ignoriamo cosa sia un corpo"».
Il filosofo dirà che "l'ateismo non si oppone ai delitti ma il fanatismo spinge a commetterli", anche se concluderà poi che essendo l'ateismo quasi sempre fatale alle virtù, in una società è più utile avere una religione, anche se fallace, che non averne nessuna. È principalmente un problema etico, sulla religione come instrumentum regnii, e come coscienza del popolo e del re, oltre che l'utilizzo della nozione di Dio come una sorta di "motore primo" della creazione. Voltaire crede che la colpa non sia però degli atei espliciti e convinti (ed è molto più sfumato nei giudizi verso il generico panteismo o l'irreligiosità), ma delle religioni rivelate, principalmente del cristianesimo, che, rendendo odioso il loro Dio, hanno spinto a negarlo del tutto. La religione razionale può essere utile a mantenere l'ordine nel popolo ignorante, come già ricordava Niccolò Machiavelli, che pure non vi credeva. La superstizione è ritenuta sbagliata e ridicola, a meno che non serva a evitare che il popolo divenga intollerante e ancora più dannoso; Voltaire teme difatti, come un superstizioso intollerante, anche un ateo violento e intollerante, affermando che l'ateo morale (di cui parla invece d'Holbach), è cosa molto rara. Fa anche l'esempio delle religioni e delle credenze pagane, che spesso svolgevano una funzione morale ed erano personificazioni di principi e comportamenti, pur essendo ridicole anch'esse agli occhi di un filosofo. Afferma che "Les lois veillent sur les crimes connus, et la religion sur les crimes secrets" (la legge vigila sui crimini conosciuti, la religione su quelli segreti).

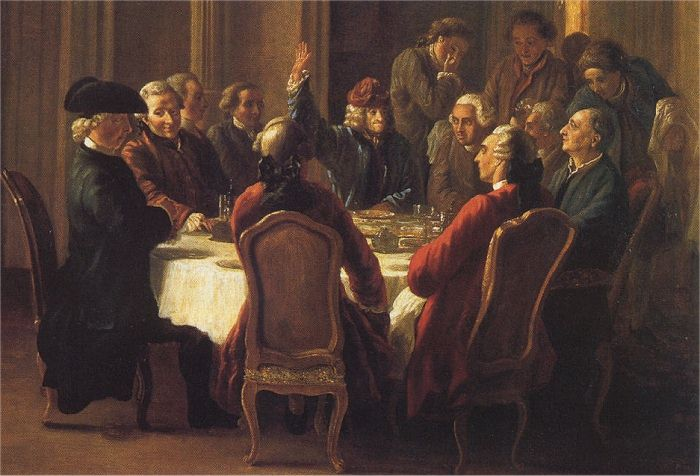
Una cena di filosofi o La santa cena del patriarca di Jean Huber: al tavolo di Voltaire a Ferney si vedono alcuni suoi amici e colleghi, tra cui Denis Diderot (l'uomo seduto di profilo a destra)

Non solo il cristianesimo, soprattutto il cattolicesimo, ma ogni religione rivelata, è solo una superstizione inventata dall'uomo, ed è ormai troppo corrotta perché si possa recuperare in pieno. Secondo il giornalista cattolico Vittorio Messori l'antipatia di Voltaire per la chiesa cattolica era manifesta e costante: nel 1773 egli si spinse ad affermare la vicina fine del Cristianesimo:
(citazione attribuita a Voltaire)
Quasi ironicamente, la casa parigina di Voltaire divenne un deposito della Società Biblica protestante di Francia. Voltaire attacca anche, nelle sue opere, l'Islam e altri culti non cristiani, ad esempio in Maometto ossia il fanatismo e in Zadig. Per spiegare il male, Voltaire afferma che accade per colpa dell'uomo, che combatte guerre e cede a fanatismo e violenza o è insito nella natura delle cose, ma il progresso e il lavoro umano lo attenuerà per quanto possibile. Del resto, scrive, "sarebbe strano che tutta la natura, tutti gli astri obbedissero a delle leggi eterne, e che vi fosse un piccolo animale alto cinque piedi che, a dispetto di queste leggi, potesse agire sempre come gli piace solo secondo il suo capriccio". Sull'immortalità dell'anima e sull'esistenza di una vita dopo la morte, invece, Voltaire è più ambiguo, e mantiene una posizione di agnosticismo, evitando di pronunciarsi esplicitamente su questo argomento.
Degna di menzione è la polemica che Voltaire porterà avanti contro Blaise Pascal, che diventerà soprattutto polemica contro l'apologetica e il pessimismo cristiano in genere. Voltaire dice di prendere le difese dell'umanità contro quel "misantropo sublime", che insegnava agli uomini a odiare la loro stessa natura. Più che con l'autore delle Provinciales, egli dice di scagliarsi contro quello dei Pensées, in difesa di una diversa concezione dell'uomo, del quale sottolinea piuttosto la complessità dell'animo, la molteplicità del comportamento, affinché l'uomo si riconosca e si accetti per quello che è, e non tenti un assurdo superamento del suo stato.
In conclusione si può asserire che entrambi i filosofi riconoscono che l'essere umano per la sua condizione è legato al mondo, ma Pascal pretende che egli se ne liberi e se ne distolga, Voltaire vuole che la riconosca e l'accetti: era il mondo nuovo che si scagliava contro il vecchio.

### Etica e animali

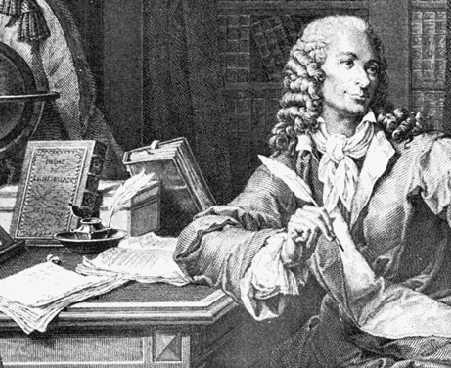
Stampa del 1795 circa che raffigura Voltaire al suo tavolo di lavoro al Sanssouci di Federico II

Tra gli argomenti polemici di Voltaire vi è un deciso attacco all'idea teologica della differenza essenziale e sovrannaturale fra l'essere umano e gli animali e della superiorità di diritto divino da parte dell'uomo nei confronti dell'intera natura. Partendo da questa critica, lo scrittore condanna la vivisezione e i tormenti inflitti agli animali d'allevamento, mostrando simpatia per il vegetarismo dei pitagorici, di Porfirio e di Isaac Newton. La questione della crudeltà verso gli animali e del vegetarismo è affrontata da Voltaire in parecchie opere, dagli Elementi della filosofia di Newton al Saggio sui costumi (nel capitolo sull'India), e anche in Zadig, nel Dizionario filosofico in La principessa di Babilonia e specialmente nel Dialogo del cappone e della pollastrella.
Voltaire – che può essere considerato, sotto questo aspetto, un precursore di Jeremy Bentham – pone aspramente in discussione le posizioni cartesiane che riducevano l'animale ad una macchina senza coscienza. Nel Dizionario filosofico
, egli sottolinea quale vergogna sia stata «aver detto che le bestie sono macchine prive di coscienza e sentimento» e, rivolgendosi al vivisettore che seziona un animale nella più assoluta indifferenza, gli chiede: «tu scopri in lui gli stessi organi di sentimento che sono in te. Rispondimi, meccanicista, la natura ha dunque combinato in lui tutte le molle del sentimento affinché egli non senta?».

### Voltaire e la storiografia umana
(Voltaire, Saggio sui costumi)

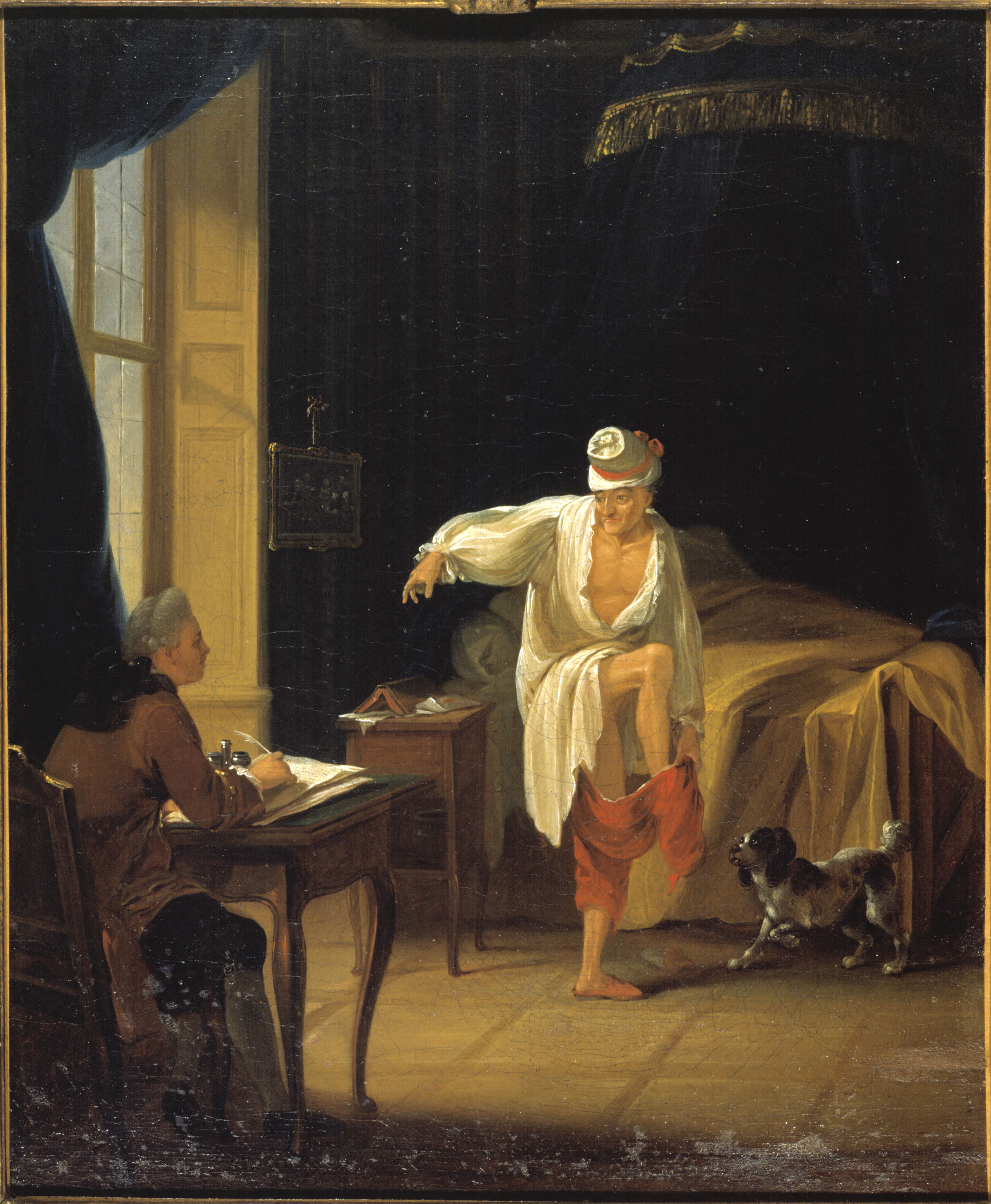
Jean Huber, La sveglia di Voltaire (1768–1772), prima versione. Voltaire è raffigurato in un momento della sua vita quotidiana a Ferney mentre si veste e comincia di buon mattino a dettare la corrispondenza al suo segretario. Si nota la presenza di uno dei cani di Voltaire.

Voltaire fu uno dei più celebri storici del suo secolo. Le concezioni filosofiche di Voltaire sono inscindibili dal suo modo di fare storia. Infatti egli vuole trattare questa disciplina da filosofo, cioè cogliendo al di là della congerie dei fatti un ordine progressivo che ne riveli il significato permanente.

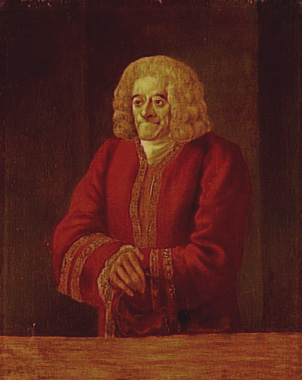
Voltaire anziano

Dalle sue grandi opere storiche (Historie de Charles XII del 1731, Les siècle de Louis XIV del 1751, Essai sur les moeurs et l'esprit des nations del 1754-1758), nasce una storia "dello spirito umano", ovvero del Progresso inteso come il dominio che la ragione esercita sulle passioni, nelle quali si radicano i pregiudizi e gli errori, infatti l'Essai presenta sempre come incombente il pericolo del fanatismo. La filosofia della storia di Voltaire inaugura, dopo il precursore Giambattista Vico, il cosiddetto "storicismo", per cui la realtà è storia, calata nel suo contesto, e immanenza.
La storia non è più orientata verso la conoscenza di Dio, problema filosofico, non è questo lo scopo dell'uomo, il quale deve invece dedicarsi a capire e a conoscere sé stesso fino a che la scoperta della storia si identifichi con la scoperta dell'uomo. La storia è diventata storia dell'Illuminismo, del rischiaramento progressivo che l'uomo fa di sé stesso, della progressiva scoperta del suo principio razionale. A volte, però, sacrifica la perfetta veridicità, come quando applica la filosofia alla storia, per semplificare alcuni concetti e renderli chiari.

#### L'India come culla dell'umanità
Il modello antropologico di fondo dell'orientalismo settecentesco, ripreso poi da Diderot, può inoltre essere ben percepito nell′Essai sur les mœurs di Voltaire. In questa "storia universale" - così infatti si intitolava una versione precedente del Essai che l'autore aveva scritto - Voltaire scosse l'establishment clericale e accademico ponendo la Cina, e soprattutto l'India, a capo della sua cronologia, con gli ebrei (tradizionalmente posti all'origine della cronologia sacra della storia) ben dietro. Voltaire infatti presentò l'India e la Cina come le prime civiltà avanzate del mondo antico e, aggiungendo al danno la beffa, suggerì che gli ebrei non solo succedettero a delle civiltà precedenti, ma anche che le avevano copiati: «Gli ebrei hanno copiato tutto da altre nazioni». Voltaire diffuse queste affermazioni eterodosse anche nei suoi Contes. e nelle critiche agli ebrei contenute nel Dizionario filosofico.

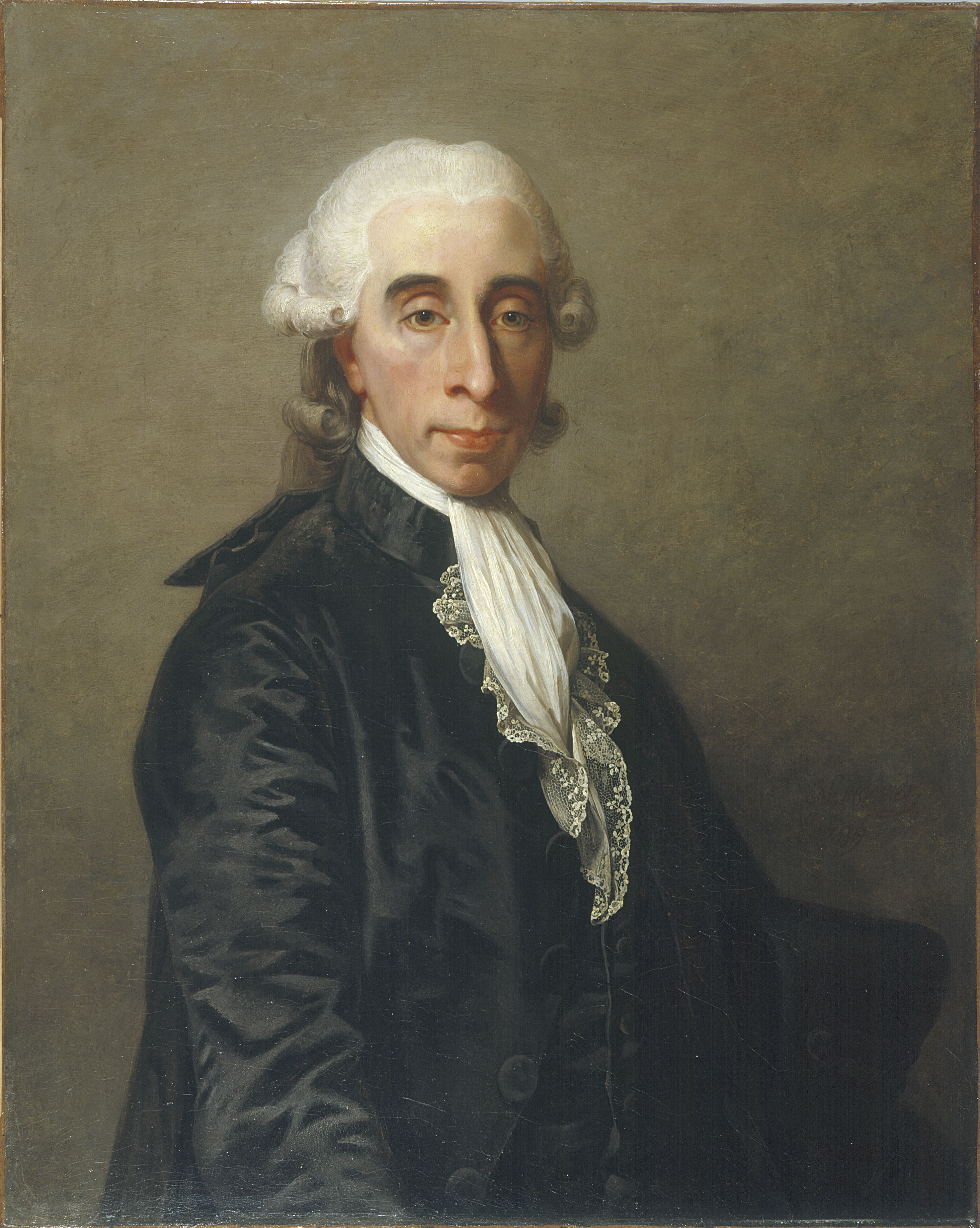
Jean Sylvain Bailly ritratto da Jean-Laurent Mosnier (1789)

Secondo il filosofo di Ferney, i progenitori di tutte le conoscenze erano soprattutto gli Indiani: «Sono convinto che tutto provenga dalle rive del Gange, l'astronomia, l'astrologia, la metempsicosi etc...». Questa ipotesi era particolarmente seduttiva, perché poteva essere estesa agli aspetti più sofisticati della cultura umana, vale a dire, ad esempio, le scienze. In qualità di storico, approfondì anche le convinzioni religiose, come il buddhismo, degli asiatici.
Voltaire e l'astronomo francese Jean Sylvain Bailly ebbero un vivace scambio epistolare che fu pubblicato dallo stesso Bailly nelle Lettres sur l'origine des sciences. Bailly, pur apprezzando l'ipotesi di Voltaire, cerca comunque di confutarla per propugnare la sua tesi di un antichissimo popolo nordico progenitore dell'umanità, secondo la propria concezione della storia.
Secondo lo storico David Harvey, «sebbene colpito dalla storia dell'astronomia di Bailly, Voltaire era ben poco convinto dalla sua pretesa delle origini nordiche della scienza». Dichiarando di essere «convinto che ogni cosa sia giunta a noi dalle sponde del Gange» Voltaire rispose che i Brahmani «dimorando in un clima incantevole e al quale la natura aveva donato tutti i suoi doni, dovevano, mi sembra, avere più tempo libero per contemplare le stelle rispetto ai Tartari e agli Uzbeki» facendo riferimento ai territori, quelli della Scizia e del Caucaso, che secondo Bailly avevano ospitato quella sconosciuta civiltà avanzata di cui parlava. Al contrario, sosteneva che «la Scizia non ha mai prodotto nulla, se non le tigri, capaci solo di divorare i nostri agnelli» e chiese ironicamente a Bailly: «È credibile che queste tigri siano partite dalle loro terre selvagge con quadranti e astrolabi?». Lo storico Rolando Minuti ha notato che le «metafore zoomorfe» erano centrali nella rappresentazione di Voltaire dei popoli "barbari" del Asia centrale, e gli servivano, all'interno della sua macro-narrativa sull'origine della civiltà, per giustapporre la natura distruttiva e animalesca dei popoli nomadi con la coltivazione delle arti e delle scienze dalle civiltà urbane originarie del Gange, dipingendo le prime come «le antagoniste storiche della civilizzazione».
Questa concezione dell'India come origine della civiltà avrà molta fortuna nel XIX secolo, essendo ripresa anche da Arthur Schopenhauer.

#### Il reale e l'ironia voltairiana
Shaftesbury disse che "non c'è miglior rimedio del buon umore contro la superstizione e l'intolleranza e nessuno mise in pratica meglio di Voltaire questo principio"; infatti "il suo modo di procedere si avvicina a quello di un caricaturista, che è sempre vicino al modello da cui parte, ma attraverso un gioco di prospettive e di proporzioni abilmente falsate, ci dà la sua interpretazione".
Per Voltaire, nonostante ci sia sempre del buono che ha impedito la totale autodistruzione del genere umano, lungo la storia e nel presente si vedono enormi ingiustizie e tragedie, e l'unico modo per affrontare il male con lucidità, è quello di riderne, anche cinicamente, tramite un umorismo che ridicolizzi l'ottimismo consolatorio e teorico, scaricando attraverso l'ironia e la satira, fiorente nel Settecento, la tensione emotiva, anziché dirottarla sul sentimento, come faranno i romantici.
L'umorismo, l'ironia, la satira, il sarcasmo, l'irrisione aperta o velata, sono da lui adoperati di volta in volta contro la metafisica, la scolastica o le credenze religiose tradizionali. Ma talvolta, questo semplicizzare ironicamente certe situazioni, lo porta a trascurare o a non cogliere aspetti molto importanti della storia.
(Jorge Luis Borges)

#### Tra avventura e stabilità
Nel suo libro Storia dell'Impero russo sotto Pietro il Grande emerge una delle molte facce di Voltaire, predicatore della tolleranza e del teismo, in contrasto con il materialismo di Holbach e degli enciclopedisti, poeta epico, ironico, avventuroso e, in questo caso, costruttivo. Là dove il giovane Voltaire nella Storia di Carlo XII, figura intorno alla quale Heidenstam scriverà la Karolinerna, mostra il fascino verso l'eroismo e la bellezza, nella sua maturità lo stesso Carlo XII viene messo accanto a Pietro il Grande e Voltaire «rinnega quell'entusiasmo e quella simpatia; di qui il costante parallelo tra il re sognatore che ha trascinato la patria in una folle avventura conclusa con una grande rovina, e lo zar che lentamente, pietra su pietra, ha creato la grandezza moscovita».

### Accuse di razzismo, eurocentrismo e altre critiche
La filosofia, per Voltaire, deve essere lo spirito critico che si oppone alla tradizione per discernere il vero dal falso, bisogna scegliere tra i fatti stessi i più importanti e significativi per delineare la storia delle civiltà. In conseguenza Voltaire non prende in considerazione i periodi oscuri della storia, ovvero tutto ciò che non ha costituito cultura secondo l'Illuminismo, ed esclude dalla sua storia "universale" i popoli barbari, che non hanno apportato il loro contributo al progresso della civiltà umana.
Per di più, Voltaire era uno dei pochi sostenitori del poligenismo nel XVIII secolo, affermando che Dio ha creato separatamente gli uomini di "razze" o "specie" diverse: nel suo "Saggio sui costumi e sullo spirito delle nazioni" ebbe a scrivere: "Checchè ne dica un uomo vestito di un lungo e nero abito talare [il prete N.d.A.], i bianchi con la barba, i negri dai capelli crespi, gli asiatici dal codino, e gli uomini senza barba non discendono dallo stesso uomo». Il filosofo considerava i bianchi «superiori a questi negri, come i negri alle scimmie, e le scimmie alle ostriche»".  Nel XX e XXI secolo, alcuni storici hanno legato il poligenismo filosofico di Voltaire ai suoi investimenti materiali nel commercio coloniale, ad esempio nella Compagnia francese delle Indie orientali.
Emblematici, tra i passi di certa attribuzione, alcune tesi del Trattato di Metafisica (1734), in cui chiaramente esprime la sua tesi sull'inferiorità della razza "negra", che avrebbe avuto origine da amplessi tra uomini e scimmie, riprendendo le tesi di molti scienziati dell'epoca; allo stesso modo come altri riteneva anormale l'omosessualità: nel Dizionario filosofico si esprime contro la pederastia, chiamata "amore socratico" (d'altro canto ebbe rapporti di amicizia, seppur burrascosi e intervallati da clamorosi litigi, con Federico II, che lo stesso Voltaire considerava avesse un orientamento omosessuale); afferma anche l'inferiorità degli africani rispetto a scimmie, leoni, elefanti oltre che agli uomini bianchi. Espresse anche, pur deridendo e criticando spesso i gesuiti per il loro presunto regno in Paraguay, un'opinione parzialmente positiva delle riduzioni, dove la compagnia istruiva e armava gli indios, in quanto così li sottraeva allo schiavismo, anche se asservendoli ad una teocrazia che eliminava il "buon selvaggio", in cui, peraltro, Voltaire non aveva molta fiducia, a differenza di Rousseau, anche se considerava gli uomini non contaminati come "migliori" e naturali, e non malvagi in origine, così come innocenti sono nell'infanzia.

#### Sullo schiavismo
Nel Saggio sui costumi afferma di considerare gli africani inferiori intellettualmente, motivo per cui sono ridotti "per natura" in schiavitù, poiché, aggiunge, «un popolo che vende i propri figli è moralmente peggiore di uno che li compra».
Maurizio Ghiretti, riprendendo Leon Poliakov, ricorda anche che Voltaire è "azionista di una compagnia che commercia schiavi neri", e forse proprio in uno di questi traffici si trova beffato due volte da bianchi-usurai ebrei.
Anche secondo un articolo della Société Voltaire, Voltaire investì direttamente 1000 sterline sulla nave Saint-Georges, partita nel 1751 alla volta di Buenos Aires, con scalo nel golfo della Guinea, un investimento che comprendeva quindi la tratta dei negri verso le Americhe.
Altri scrittori del XIX secolo come Jean Ehrard riportano che Voltaire tenne corrispondenza con i negrieri, anche se Domenico Losurdo ricorda che fu John Locke a possedere azioni in una compagnia schiavista e non Voltaire.
Storici sia neutrali sia filo-illuministi giudicano tali affermazioni delle "leggende metropolitane" diffuse da falsari anti-illuministi e filo-clericali ottocenteschi, in particolare la presunta lettera dove Voltaire si complimenta con un armatore negriero di Nantes, non si trova nell'epistolario o nelle carte di Voltaire ma solo in un'opera del 1877 del falsario Jacquot. Esiste invece una lettera di Voltaire indirizzata all’armatore Montadouin, datata 2 giugno 1768, in cui il filosofo ringrazia l’armatore per aver dato il suo nome ad un vascello.

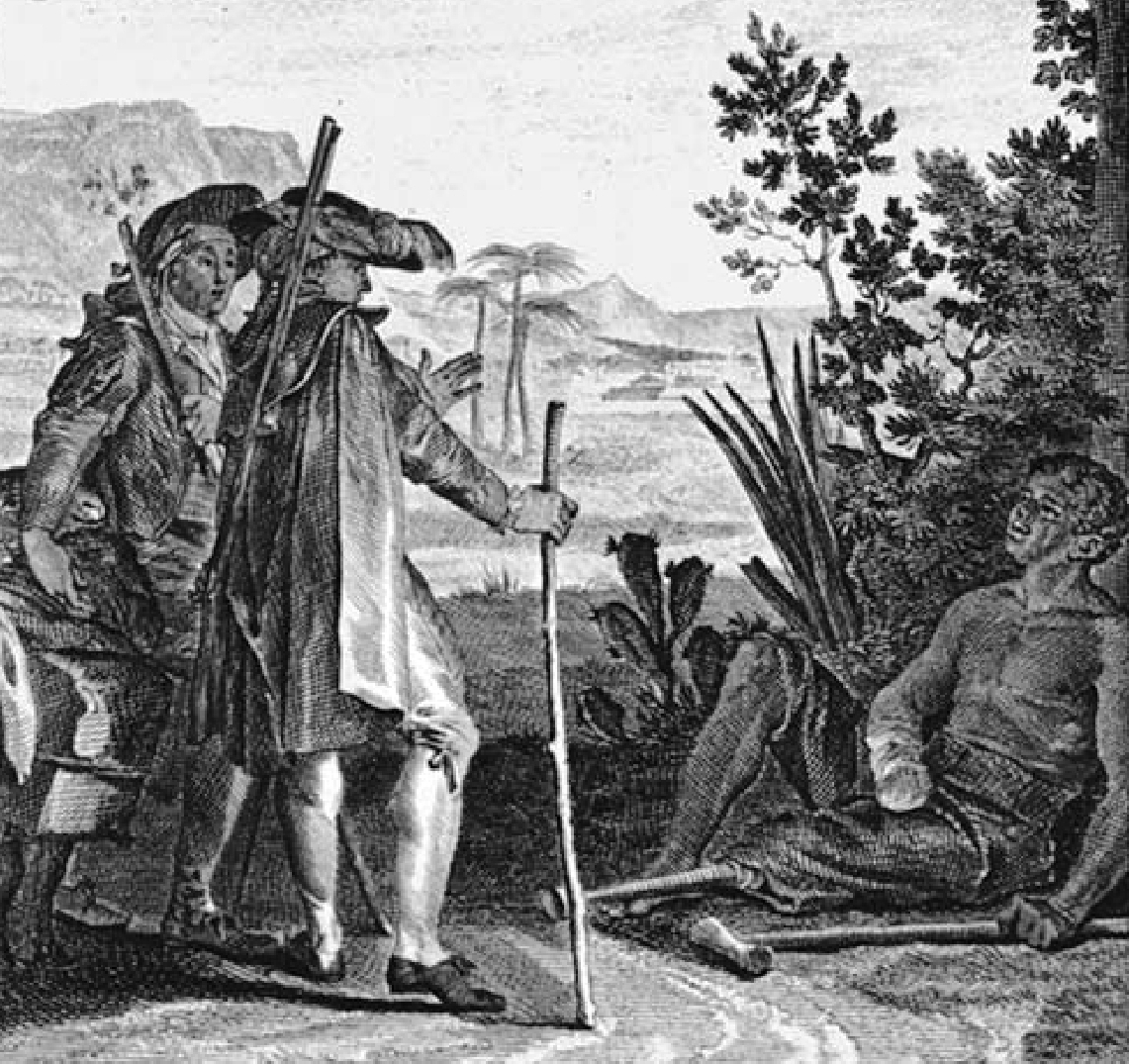
Illustrazione dal Candido di Voltaire: Candido e Cacambo incontrano uno schiavo nero in Suriname

Come prova del fatto che Voltaire non fosse d'accordo con queste pratiche vengono portati anche alcuni passaggi dei suoi scritti in cui attacca la tratta degli schiavi e l'uso della schiavitù: nel Commentaire sur l'Esprit des lois (1777) elogia Montesquieu per aver «chiamato obbrobrio questa odiosa pratica», mentre nel 1769 aveva espresso entusiasmo per la liberazione dei propri schiavi effettuata dai quaccheri, nelle Tredici Colonie dell'America del Nord.. Inoltre Voltaire depreca la crudeltà e gli eccessi dello schiavismo nel capitolo XIX di Candido, in cui fa parlare delle sue disgrazie uno schiavo nero, il quale viene mostrato avere una mente razionale, umana e niente affatto "bestiale", mentre il protagonista Candido simpatizza decisamente per lui.
- O Pangloss! grida Candido, tu non avevi pensato a questa abominevole circostanza; ed è pur cosa di fatto; bisognerà finalmente che io rinunzii al tuo ottimismo. - Che cos'è quest'ottimismo? dice Cacambo. - Ah, risponde Candido, è la maniera di sostenere che tutto va bene quando si sta male.
Intanto versava lagrime riguardando il negro, e piangendo entrò in Surinam.»
(Voltaire, Candido, capitolo XIX, Ciò che accadde loro a Surinam e come Candido fece conoscenza con Martino)
Nel finale del Trattato sulla tolleranza (1763), rivolgendosi a Dio, Voltaire scrive al proposito dell'uguaglianza fra gli uomini:
tra tutte le nostre lingue inadeguate, tra tutte le nostre usanze ridicole, tra tutte le nostre leggi imperfette, tra tutte le nostre opinioni insensate, tra tutte le nostre convinzioni così diseguali ai nostri occhi e così uguali davanti a te, insomma che tutte queste piccole sfumature che distinguono gli atomi chiamati "uomini" non siano altrettanti segnali di odio e di persecuzione. (...) Possano tutti gli uomini ricordarsi che sono fratelli! (...) Se sono inevitabili i flagelli della guerra, non odiamoci, non laceriamoci gli uni con gli altri nei periodi di pace, ed impieghiamo il breve istante della nostra esistenza per benedire insieme in mille lingue diverse,
dal Siam alla California, la tua bontà che ci ha donato questo istante.»
Le posizioni di Voltaire su temi oggi detti di "politicamente corretto" continuano a fare discutere, anche riguardo ai cosiddetti movimenti di cancel culture.

#### Ebraismo
Voltaire è un convinto antigiudaico. Alcuni brani del Dizionario filosofico non sono affatto teneri verso gli ebrei: 
"Giudei": Voi non troverete in essi che un popolo ignorante e barbaro, che raggiunse dopo lungo tempo la più sordida avarizia e la più detestabile superstizione e il più invincibile odio per tutti i popoli che li tollerano e li arricchiscono. Ma non per questo bisogna mandarli al rogo.»

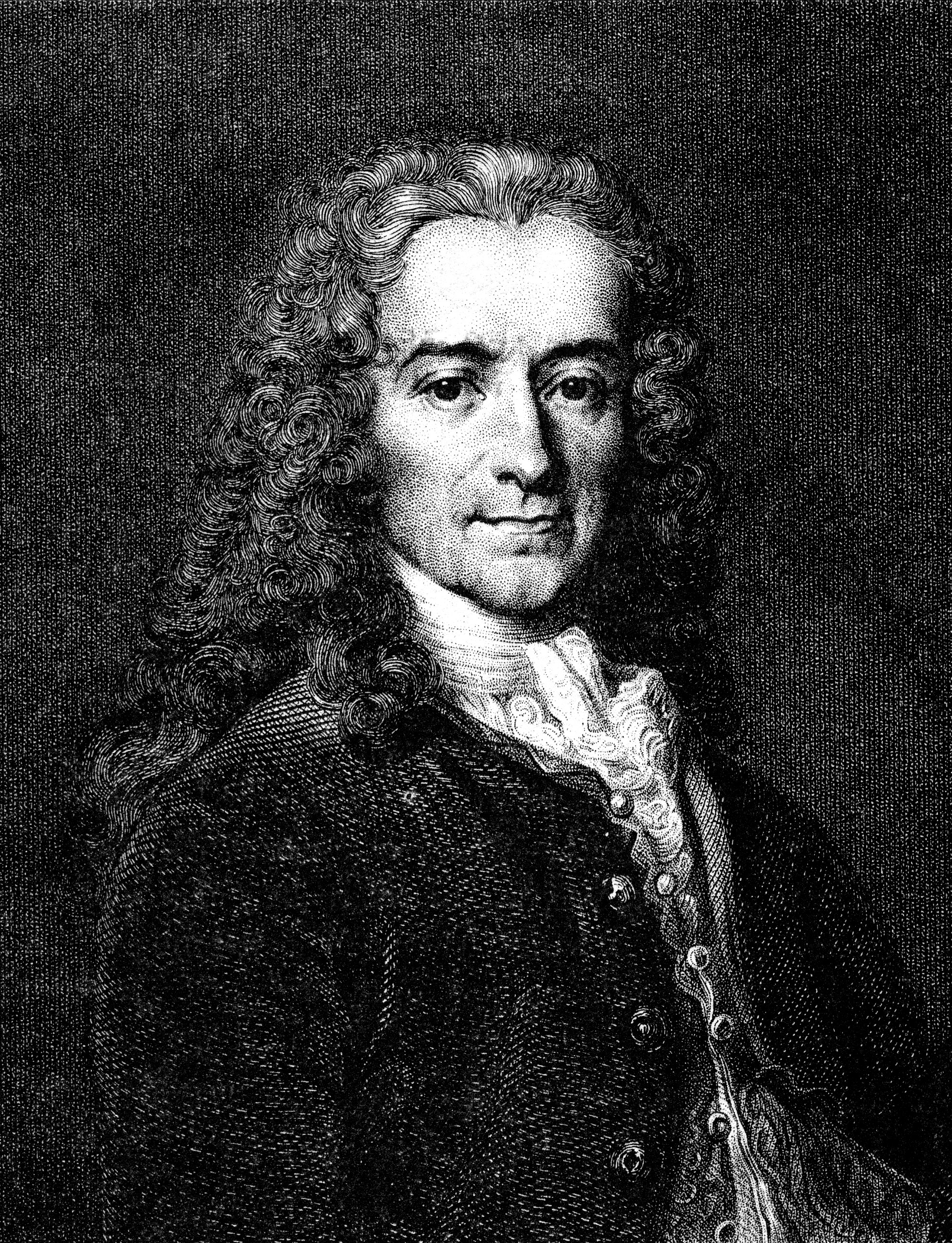
Incisione raffigurante Voltaire

Sempre nella stessa voce:

Nella voce "Stati e governi" vengono definiti "un'orda di ladri e usurai". Tuttavia, nonostante la sua virulenza antigiudaica, non possiamo dire che Voltaire fosse completamente antisemita: in altre occasioni considera gli ebrei meglio dei cristiani, poiché più tolleranti in campo religioso. 
(Dizionario filosofico, Tolleranza)
 e nei capitoli XII e XIII (quest'ultimo intitolato Estrema tolleranza degli ebrei) del Trattato sulla tolleranza arriva anche ad elogiarli in parte:
(Trattato sulla tolleranza, XII)
(Trattato sulla tolleranza, XIII)

Voltaire qui elogia la tolleranza pratica degli ebrei, a dispetto della loro religione "intollerante"; gli ebrei pacifici e secolarizzati hanno diritto di vivere tranquilli, ma non sarebbe così se seguissero alla lettera le prescrizioni religiose: 
(Trattato sulla tolleranza, capitolo, XVIII, Gli unici casi in cui l'intolleranza è di diritto umano)

Altrove prende invece la difesa del cristianesimo delle origini (che altrove spesso critica), contro gli ebrei che lo diffamavano: 
(Dizionario filosofico, voce "Messia")
 Siccome nelle lettere private e in altri testi («concludo dicendo che ogni uomo assennato, ogni uomo probo, deve avere in orrore la setta cristiana»), Voltaire è assai critico con il cristianesimo, non è chiaro se si tratti di finta ironia elogiativa nei confronti di esso, come appare anche nel Trattato sulla tolleranza e anche altrove nel Dizionario filosofico, dove parla della "nostra santa religione" in termini spesso sarcastici (anche perché essendo Voltaire un non cristiano appare strano che definisca Gesù "il nostro Salvatore").

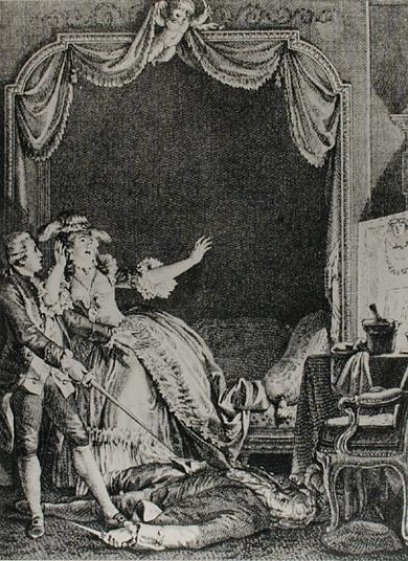
Illustrazione del Candido: il protagonista ha appena ucciso per difesa il ricco giudeo don Issacar in casa di Cunegonda.

Gli ebrei sono bersaglio di ironia anche nel Candido (in particolare per le loro presunte abitudini, come l'usura e l'avarizia, ma non per razzismo "biologico", Voltaire non considera gli ebrei "una razza", ma un popolo o un gruppo religioso) dove appare ad esempio un giudeo avaro e corrotto di nome don Issacar, benché si opponga con decisione alle persecuzioni contro di loro, e non da meno il parigino si espresse sui cristiani (nel libro satireggiati ad esempio dalla figura del Grande Inquisitore, contraltare cattolico di don Issacar) e sugli arabi musulmani, fatto che ha portato alcuni ad accusare Voltaire di antisemitismo o perlomeno di razzismo generico.
Più che di antisemitismo, sarebbe più giusto, secondo alcuni, parlare di antigiudaismo, in quanto Voltaire prende di mira principalmente quella che giudica la crudeltà e l'ignoranza della religione ebraica e di certa cultura giudaica, come fanno anche altri philosophes.
(Dizionario filosofico, "Giudei")
La studiosa di ebraismo Elena Loewenthal afferma che il testo della voce Juifs, peraltro spesso espunto da numerose edizioni del Dizionario e pubblicato anche come pamphlet singolo, lascia «stupiti, colpiti, delusi» pur riconoscendo l'assenza d'invettive proprie dell'antisemitismo, trattandosi perlopiù di riprese delle posizioni di filosofi romani come Cicerone e di attacchi culturali e religiosi, non etnici. Però, quando Voltaire scrive sugli ebrei, secondo Loewenthal, l'astio va ben oltre la polemica antireligiosa, anche se il filosofo condanna esplicitamente i pogrom e i roghi d'ogni tempo; egli poi «propone agli ebrei di tornarsene in Palestina, idea che sarebbe piaciuta ai futuri sionisti se non fosse accompagnata da sarcasmi come "potreste cantare liberamente nel vostro detestabile gergo la vostra detestabile musica"».
Sempre nella voce Giudei, pare anche trattare con benevolenza gli ebrei moderni, preferendoli ai cristiani, e distinguendoli dagli ebrei antichi, considerati "mostri di crudeltà e fanatismo" come i cristiani:
(Dizionario filosofico, "Giudei")
In sostanza Voltaire tollera gli ebrei che si riconoscono nelle leggi dello Stato, e sostiene la tolleranza religiosa nei loro confronti, ma non li ama per nulla.

#### Islam

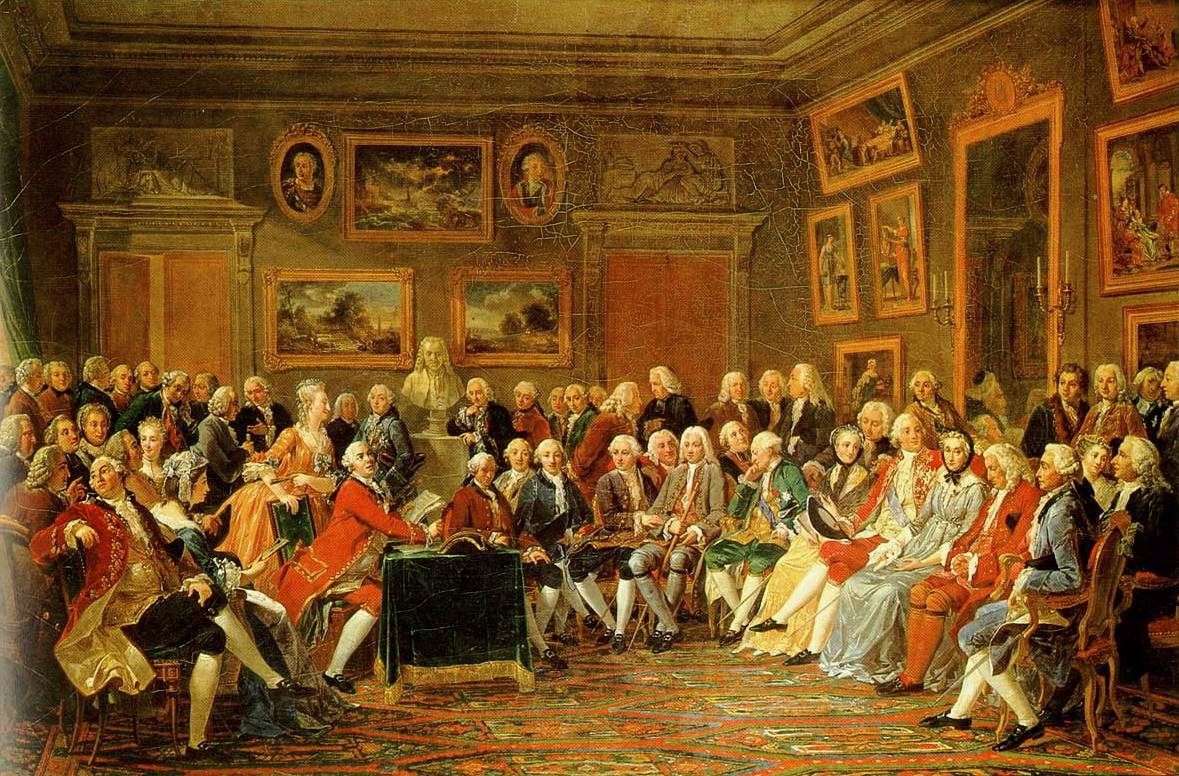
Dipinto di Charles Gabriel Lemonnier rappresentante la lettura della tragedia di Voltaire, in quel tempo esiliato, L'orfano della Cina (1755), nel salotto di madame Geoffrin a rue Saint-Honoré, la cui grande presenza simbolica di intellettuali e personaggi gravitanti intorno al movimento illuminista e radunati attorno al busto di Voltaire raffigura la predominanza del filosofo di Ferney sulla cultura dell'epoca (i personaggi visibili sono Rousseau, Montesquieu, Diderot, d'Alembert, Buffon, Quesnay, Richelieu, Condillac e numerosi altri)

Voltaire, come espresse numerose opinioni anticattoliche, oltre al suo noto anticlericalismo, in coerenza con la propria filosofia deista criticò anche l'Islam. Nel Saggio sui costumi critica Maometto e gli arabi (pur esprimendo qualche apprezzamento per alcuni aspetti della loro civiltà), già bersaglio, ad esempio nell'omonima opera teatrale Maometto ossia il fanatismo, nonché ebrei e cristiani. Nel Dizionario filosofico parla del Corano: 
(Voltaire,  ALCORAN, ou plutôt LE KORAN. dal Dizionario filosofico)
Critiche si trovano sparse anche nel Candido e in Zadig. Nel detto Saggio sui costumi e lo spirito delle nazioni (francese: Essai sur les moeurs et l'esprit des nations), una panoramica dei popoli e delle nazioni senza il desiderio di scendere su dettagli statistici, Voltaire dedica:
- il Capitolo VI ad Arabia e a Maometto[266]
- il Capitolo VII al Corano ed alle leggi musulmane[267].

Riguardo a Maometto dice: 

#### La superiorità della ragione sui "popoli barbari"
Aspre critiche vengono da lui anche sui prussiani, sui francesi, definiti, "folli" (come del resto definì anche gli inglesi) e abitanti di un "paese dove le scimmie stuzzicano tigri", popolo a cui lui stesso apparteneva, consentendo di sfumare parte del cosiddetto razzismo voltairiano - che mai invoca stermini e sottomissioni di popoli, per quanto "inferiori" siano - nella derisione verso chi non utilizza i "lumi" della ragione o a quella verso i generici "barbari", atteggiamento eurocentrico tipico degli intellettuali e delle persone del suo tempo.

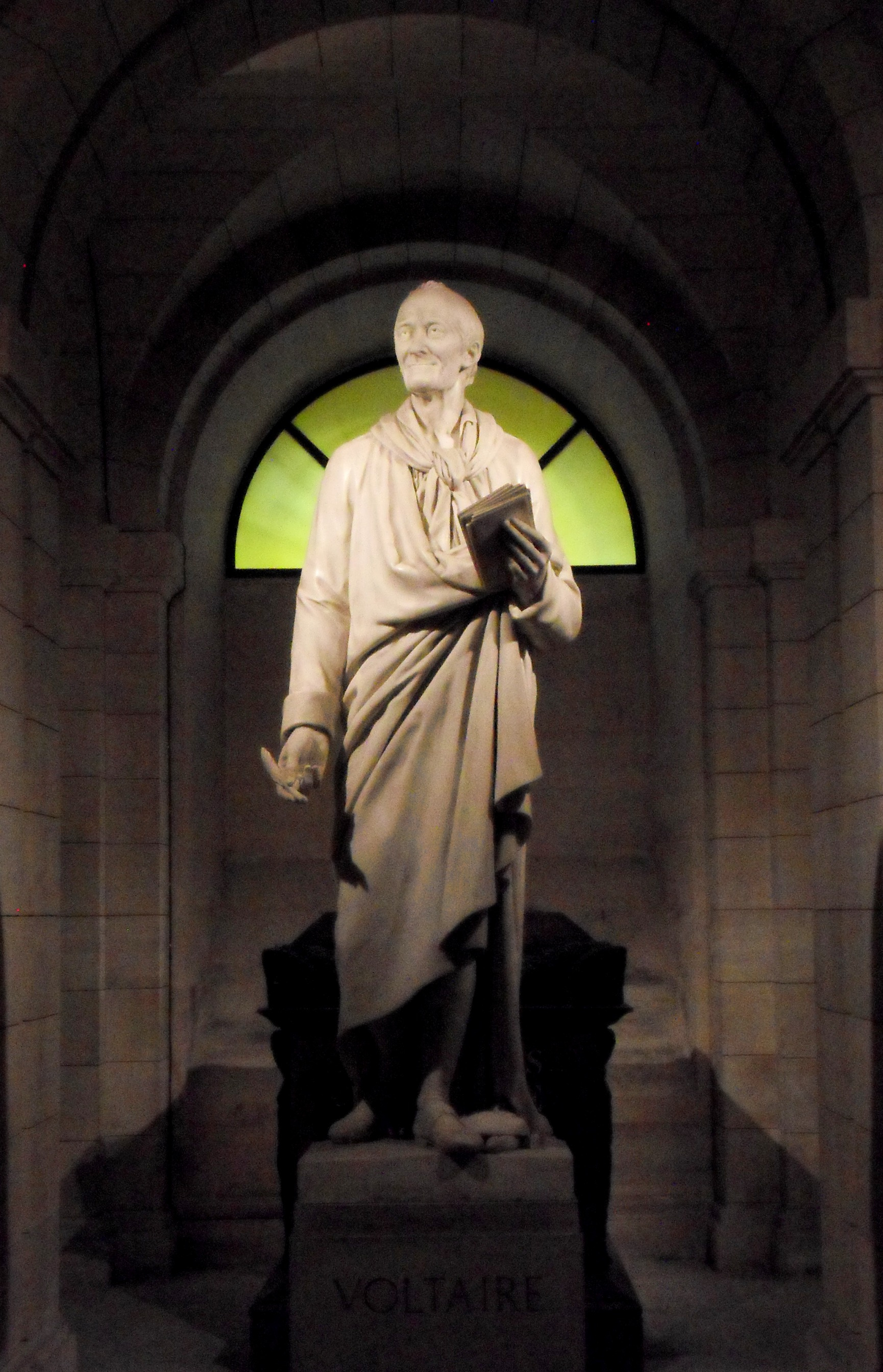
Il monumento marmoreo dedicatogli nel Panthéon è tra le rarissime statue del luogo che ritraggono un soggetto sorridente e in effetti Voltaire – in omaggio alla sua ironia – è rappresentato quasi sempre sorridente

(Dizionario filosofico)
(Introduzione al Dizionario filosofico)

### Voltaire simbolo deiLumi
In generale Voltaire ha rappresentato l'Illuminismo, con il suo spirito caustico e critico, il desiderio di chiarezza e lucidità, il rifiuto del fanatismo superstizioso, con una ferma fiducia nella ragione, ma senza inclinazioni eccessive all'ottimismo e alla fiducia nella maggior parte degli individui. A questo riguardo è esemplare il romanzo satirico Candide (Candido, 1759), ove Voltaire si fa beffe dell'ottimismo filosofico difeso da Leibniz. Egli infatti accusa violentemente l'ottimismo ipocrita, il "tout est bien" e la cosiddetta teoria dei migliori dei mondi possibili, perché fanno apparire ancora peggiori i mali di origine naturale e non, che sperimentiamo, rappresentandoli come inevitabili e intrinseci nell'universo. Ad esso oppone il vero ottimismo, ovvero la credenza nel progresso umano di cui la scienza e la filosofia illuminista si fanno portatori, anche se una minima parte di quei mali sono davvero intrinseci e occorrerà comunque sopportarli.

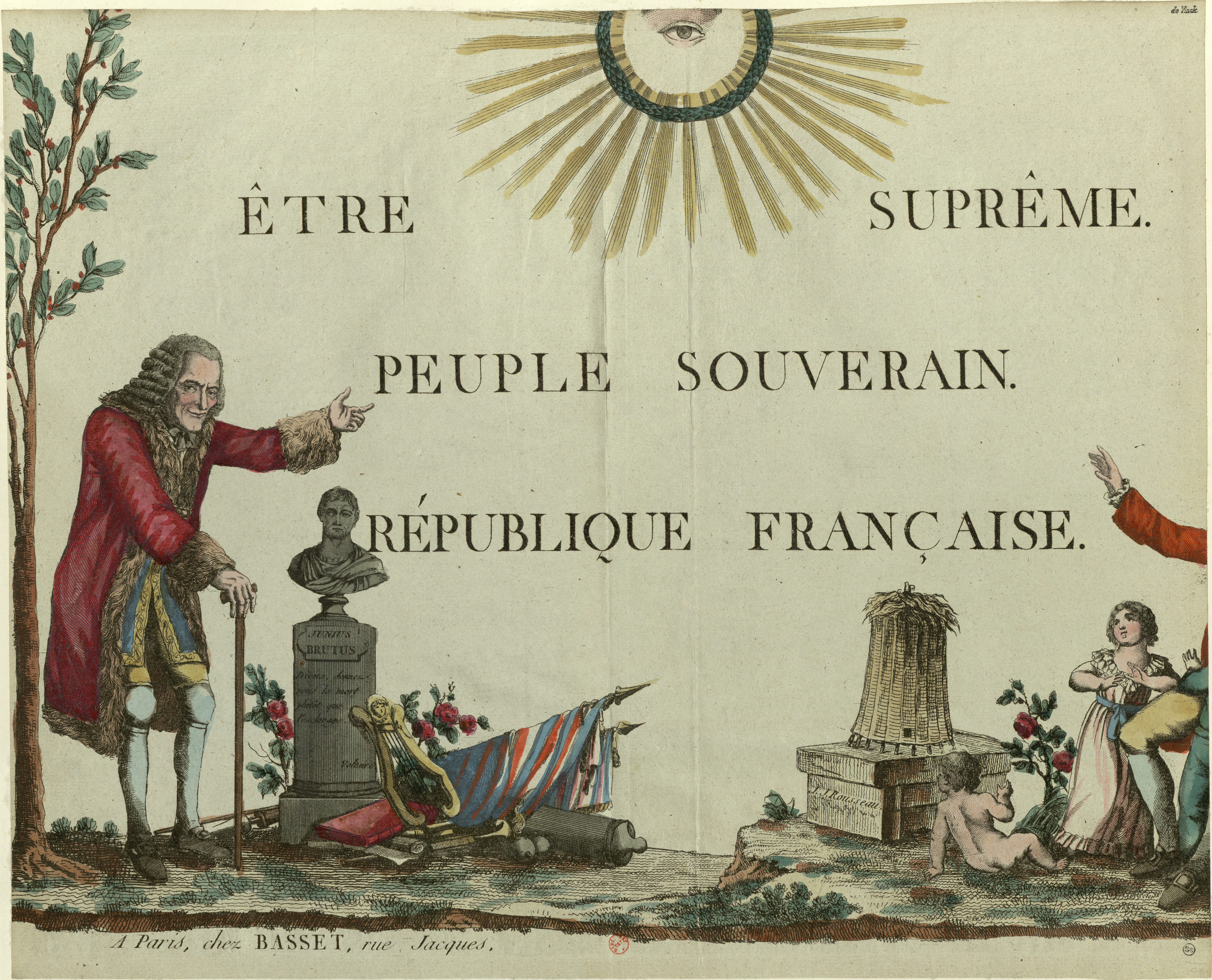
Essere supremo. Popolo sovrano. Repubblica francese, stampa celebrativa rivoluzionaria francese del 1794 in occasione del culto dell'Essere Supremo, effimera religione di stato deista istituita su proposta di Robespierre e di ispirazione rousseauiana e voltairiana. Voltaire è rappresentato a sinistra accanto a un busto di Lucio Giunio Bruto, fondatore della Repubblica Romana, attorniati da diversi simboli e immagini, tra cui l'Essere Supremo raffigurato come l'occhio della provvidenza.

Voltaire "era un uomo che godeva sino in fondo della mondanità, con i suoi veleni e le sue delizie. Quello che pochi sanno è che dedicava, ogni anno, un giorno alla solitudine e al lutto: un giorno in cui si chiudeva in casa, rinunciando ad ogni commercio umano, per elaborare il lutto sino in fondo. E questo giorno era il 24 agosto, anniversario della notte di san Bartolomeo: un evento che il Nostro soffriva quasi fisicamente, perché simbolo degli effetti del fanatismo religioso, benedetto, a cose fatte, dalla gioiosa commozione del papa. A quanto sembra, Voltaire dedicava quel giorno all'aggiornamento di una sua personale statistica: quella dei morti nelle persecuzioni e nelle guerre di religione, arrivando, si dice, ad una cifra di circa 24/25 milioni"..

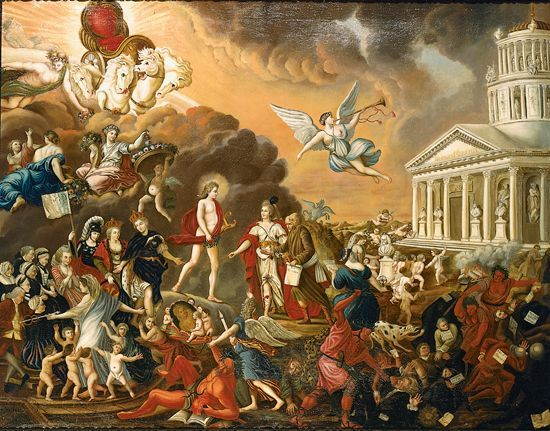
Apoteosi di Voltaire, dipinto celebrativo che raffigura il filosofo incoronato dalla Gloria e guidato dalla Verità

A Voltaire si sono ispirati moltissimi intellettuali successivi, vicini e lontani nel tempo, tra cui, anche in minima parte: Thomas Jefferson, Benjamin Franklin, Maximilien de Robespierre, il Marchese de Sade, Bailly, Condorcet, Cesare Beccaria, Alfieri, Leopardi, Marx, Kant, Schopenhauer, Nietzsche, Victor Hugo, Benedetto Croce e molti altri.
Egli è citato criticamente in molte opere anti-rivoluzionarie, spesso attribuendogli posizioni estremiste che non ebbe mai (ad esempio ne L'antireligioneria di Vittorio Alfieri, nella Basvilliana di Vincenzo Monti, oltre che da Joseph de Maistre).
A Voltaire viene spesso attribuita la frase «Non sono d'accordo con quello che dici, ma darei la vita perché tu lo possa dire», che però non è sua bensì di Evelyn Beatrice Hall. Giuseppe Parini lo cita ironicamente in una strofa de Il giorno (ne Il mattino, scritto nel 1763) definendolo "de la Francia Proteo multiforme, / Voltaire troppo biasmato, e troppo a torto / Lodato ancor [...] maestro / Di coloro che mostran di sapere".

## Cronologia
Di seguito viene riportata una cronologia riassuntiva della vita e delle opere di Voltaire:

## Cinema

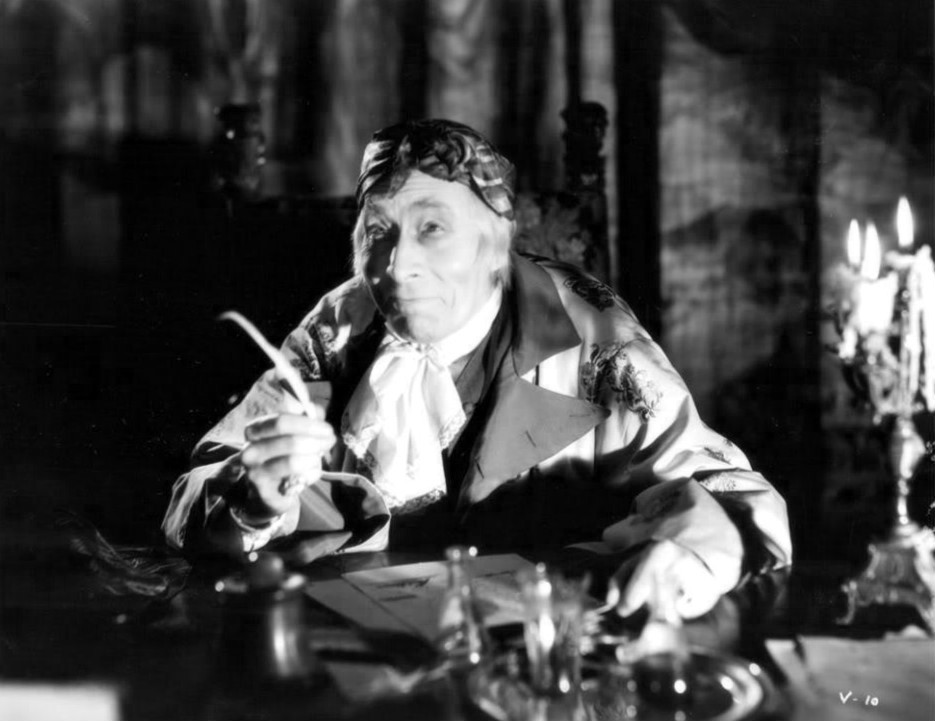
George Arliss nei panni di Voltaire

Un film sulla vita dello scrittore e filosofo francese, intitolato semplicemente Voltaire fu girato nel 1933 da John G. Adolfi; lo scrittore era in questo film interpretato dall'attore inglese George Arliss. La figura di Voltaire appare in altri film e serie televisive ambientate nella sua epoca, come Jeanne Poisson, Marquise de Pompadour del 2006.
Diversi film furono inoltre tratti dalle sue opere, in particolare dal Candido.

## Commemorazioni
- La cittadina di Ferney, dove ha abitato, si chiama oggi in suo onore Ferney-Voltaire.
- A Voltaire è stata dedicata una moneta commemorativa da 5 franchi francesi, emessa nel 300º anniversario della sua nascita.
- Numerosa è anche la toponomastica dedicata a lui, come il celebre boulevard Voltaire di Parigi, la stazione sua omonima nella metropolitana della capitale francese e la via Voltaire di Roma.
- Il cabaret Voltaire fu un locale d'intrattenimento con intenzioni artistiche e politiche sperimentali, fondato a Zurigo il 5 febbraio 1916 dal regista teatrale Hugo Ball e da Emmy Hennings. Considerato la culla del dadaismo, da alcuni anni ha riaperto come cabaret.
- L'anarchica e attivista statunitense Voltairine de Cleyre fu chiamata così in omaggio a Voltaire; il padre era infatti un emigrante francese anticlericale, fervente ammiratore dell'illuminismo.
- Un asteroide, 5676 Voltaire, è intitolato al filosofo.